# Hệ thống giao thông Việt Nam

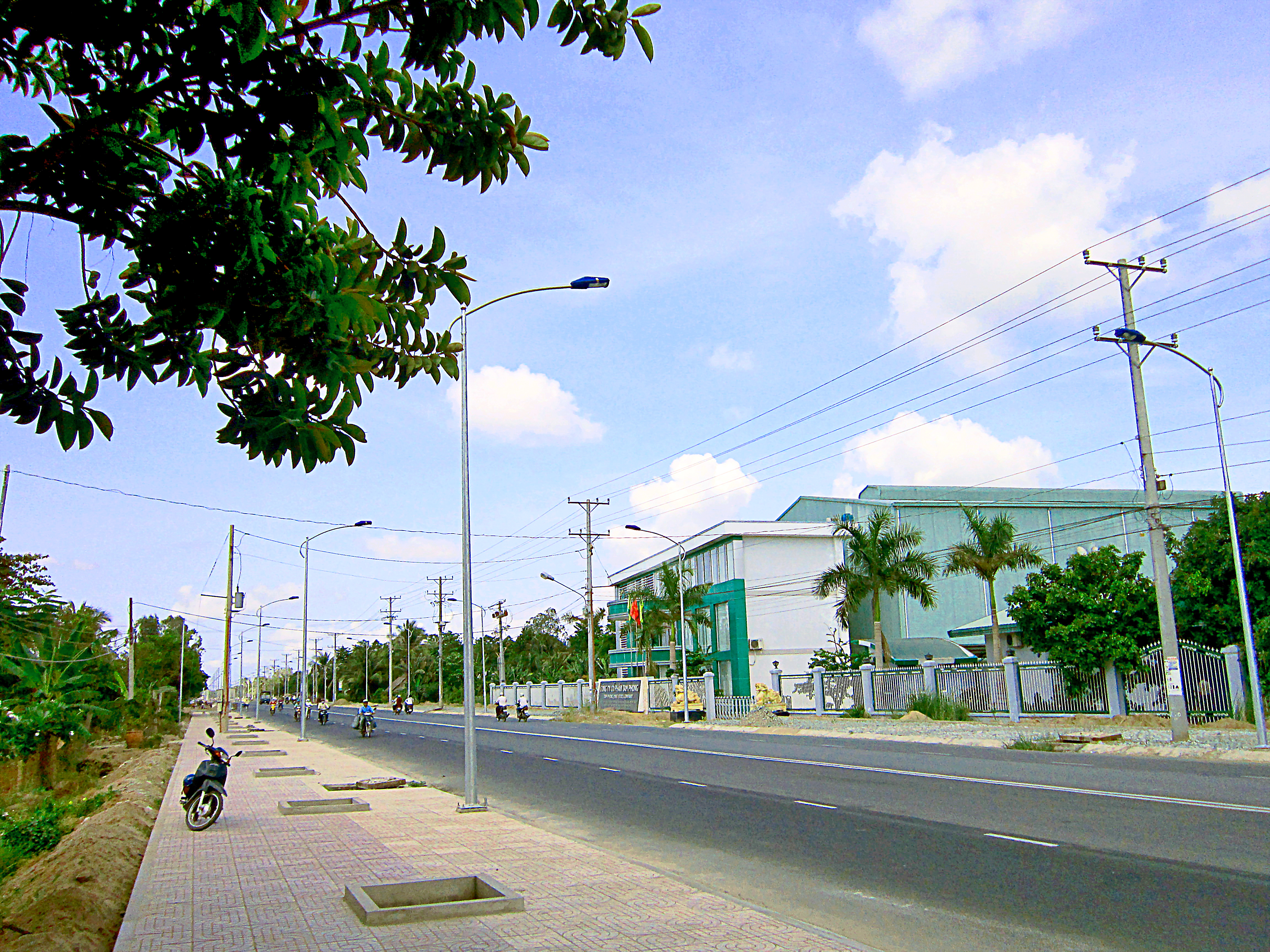
Tỉnh lộ 943 đoạn đi qua Thị trấn Phú Hòa, Thoại Sơn, An Giang

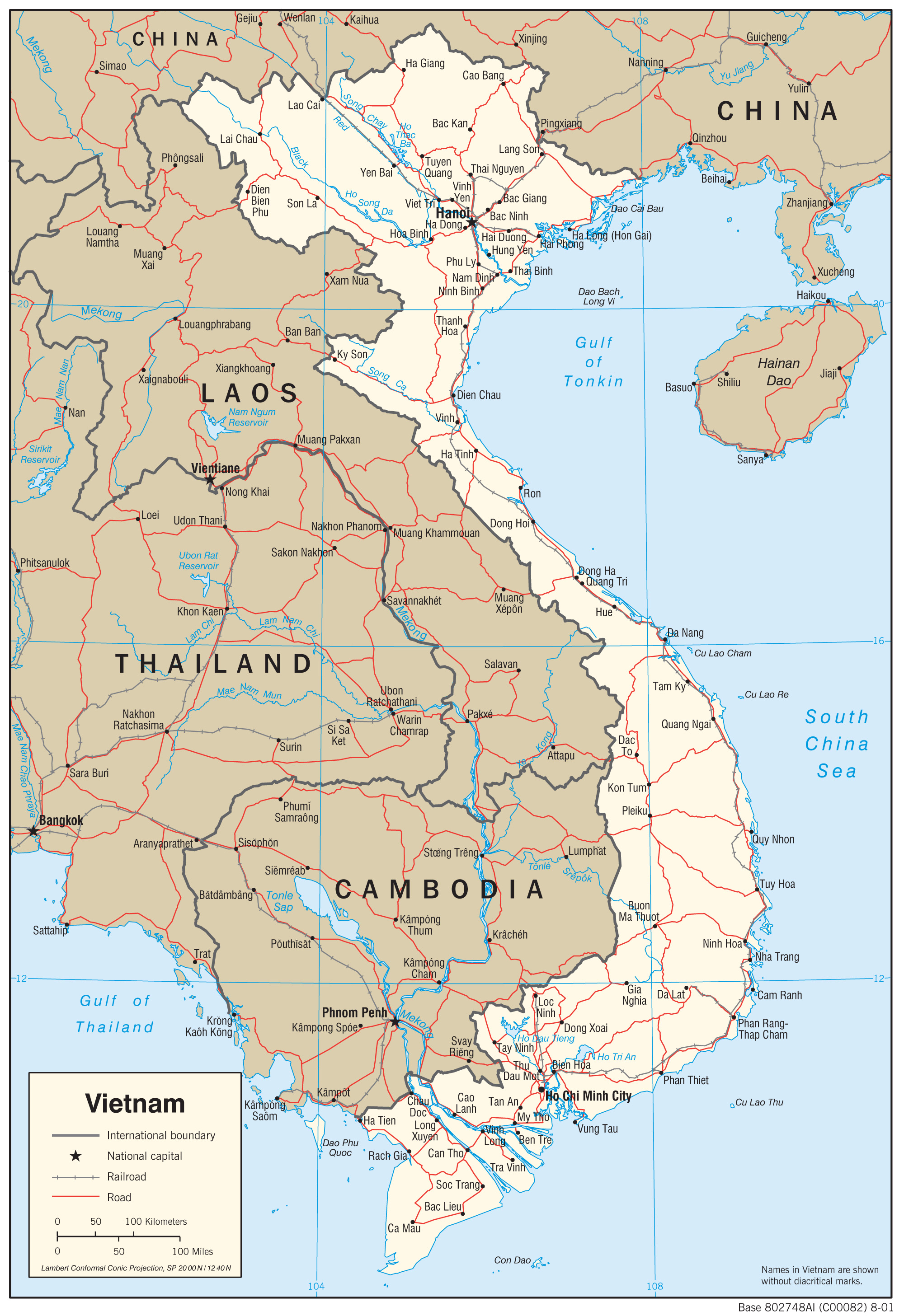
Hệ thống giao thông Việt Nam 2000

Các tuyến đường bộ, đường sắt, đường hàng không trong mạng lưới giao thông Việt Nam chủ yếu theo hướng Bắc - Nam, phần lớn các tuyến đường thủy nội địa có hướng Đông - Tây bởi hầu hết các con sông chính đều đổ từ hướng tây ra biển.

## Lịch sử

### Pháp thuộc
Sau khi hoàn tất cuộc xâm lược Việt Nam về mặt quân sự, đầu năm 1897, người Pháp đã triển khai ngay công cuộc khai thác thuộc địa ở Việt Nam nói riêng cũng như Đông Dương nói chung một cách quy mô. Trong đó người Pháp đã tập trung xây dựng hạ tầng giao thông vận tải lớn ở Việt Nam như: Xây dựng hệ thống bến cảng, đường sắt, đường bộ, sân bay... để phục vụ cho công cuộc khai thác thuộc địa. Trong chủ yếu là khai thác mỏ và lập đồn điền trồng cây công nghiệp, vơ vét tài nguyên, của cải, lúa gạo ở đồng bằng Nam Bộ và Bắc Bộ, vận chuyển ra các cảng biển lớn chở về Pháp. Đường sắt, đường bộ xuyên Việt hình thành song song với cải tạo mở rộng tuyến đường thuộc địa số 1 Bắc – Nam, người Pháp đã triển khai xây dựng tuyến đường sắt, theo công nghệ đường sắt của Pháp với khổ đường ray 1 m, để vận chuyển hàng hóa.
Tuyến đường sắt được khởi công sớm nhất là Sài Gòn – Mỹ Tho (71 km) được hoàn thành vào năm 1885. Năm 1902, Pháp xây dựng xong Đường sắt Hà Nội – Đồng Đăng và Bằng Tường, Trung Quốc; Năm 1902, Pháp xây dựng xong Đường sắt Hà Nội – Hải Phòng; Năm 1906, Pháp xây dựng xong Đường sắt Hà Nội – Lào Cai và Côn Minh – Vân Nam, Trung Quốc; Năm 1931, Pháp xây dựng xong Đường sắt Tháp Chàm – Đà Lạt; Năm 1933, Pháp xây dựng xong Đường sắt Sài Gòn – Lộc Ninh; Đến năm 1936, người Pháp mới xây dựng xong tuyến Đường sắt Bắc Nam với chiều dài 2.600 km. Các trục đường bộ song trùng với các tuyến đường sắt này cũng được nâng cấp, trở thành các trục đường liên tỉnh. Đường sắt được xây dựng cùng với các cầu thép đi chung đường bộ đường sắt. Ở miền Bắc các tuyến đường thuộc xứ (Bắc Kỳ), đi song trùng với các tuyến đường sắt cũng được khai mở. như: Đường 2, đường 70 (Hà Nội – Tuyên Quang– Lào Cai), đường 3 (Hà Nội – Thái Nguyên – Cao Bằng), đường 5 (Hà Nội – Hải Phòng). Đến năm 1931, Việt Nam đã có 2.389 km đường sắt. Đến đầu thế kỷ 20, Pháp đã làm được 20.000 km đường bộ. Sau, đến năm 1930, Pháp đã mở được 15.000 km đường bộ, trong đó khoảng 2.000 km đường rải nhựa. Hầu hết các cầu được kiên cố, các cầu vượt sông lớn, đều đi chung với đường sắt. Cùng với đó hàng trăm cây cầu kiên cố cũng được xây dựng, trong đó có các cầu lớn như Cầu Bình Lợi (Sài Gòn), cầu Ghềnh (Đồng Nai), cầu Đà Rằng (Tuy Hòa), cầu Bạch Hổ (Huế), cầu Hàm Rồng (Thanh Hóa), cầu Long Biên (Hà Nội)...
Một trong những công trình nổi bật nhất là cầu Long Biên, ban đầu phục vụ cho tuyến đường sắt nối Hà Nội với Hải Phòng, được xem là một trong những công trình lớn nhất thế giới vào đầu thế kỷ XX, đồ sộ nhất và chưa từng có ở vùng Viễn Đông. Toàn quyền Paul Doumer trong hồi ký viết: "kết quả thu được cho thấy sức mạnh của nền văn minh Pháp. Tiến bộ khoa học, sức mạnh công nghệ của chúng ta đã chinh phục được người dân địa phương, những người từng không khuất phục trước súng đạn (...). Tôi vui mừng chứng kiến Bắc Kỳ trước đó 5 năm còn nghèo khó, run rẩy và lo sợ, giờ trở thành một vùng bình yên, trù phú và tự tin. Được hưởng nhiều tiến bộ hơn những địa phương khác, Hà Nội đã trở thành một thủ đô to đẹp nơi người ta chứng kiến những công trình mới, những ngôi nhà theo kiến trúc Âu châu mọc lên từng ngày. Ngay cả người dân địa phương cũng tham gia vào quá trình thay đổi này với những ngôi nhà xây bằng gạch ngày càng nhiều hơn. Từ năm 1898 đến 1902, toàn Bắc Kỳ, đặc biệt là Hà Nội, vận động không ngừng nghỉ, dân số cũng tăng đáng kể. Nếu như năm 1897 có khoảng 30.000 người ở Hà Nội, thì đến năm 1902 đã có hơn 120.000 người". Năm 1897, cùng năm khởi công xây cầu ở Hà Nội, toàn quyền Paul Doumer cũng quyết định xây một cầu bắc qua sông Hương (Huế) và một cây cầu khác bắc qua sông Sài Gòn, nối với Biên Hòa. Theo cuốn Thành phố Hà Nội (Ville de Hanoi) do Chính phủ Đông Dương phát hành năm 1905 (Hanoi, Imprimerie G. Taupin et Cie, 1905), một hệ thống xe điện dài 12 km nối trung tâm Hà Nội và vùng ngoại ô được xây dựng... Năm 1930, Hà Nội có 5 tuyến tầu điện, với khoảng 27 km đường sắt, nối từ trung tâm Bờ Hồ với vùng ngoại ô.  Những năm 1910–1920, các khoản đầu tư chủ yếu đổ vào phát triển hệ thống đường xá, đầu tiên là tuyến quốc lộ 1 xuyên suốt Việt Nam, sau đó là những tuyến đường khác bắt nguồn từ quốc lộ 1 tỏa đi khắp nơi. Theo thống kê năm 1905 thì Đông Dương có khoảng 6 chiếc ô tô (thống kê lập tại Sài Gòn), phần lớn thuộc về người châu Âu và chỉ có một hoặc hai chiếc có lẽ thuộc về người Việt. Thời kỳ đó chủ yếu là xe hơi Pháp, đó là những chiếc Citroen, Peugeot và Renault, ba thương hiệu nổi trội hồi đầu thế kỷ XX. Trong những năm 1920, thị trường xe hơi Pháp mở rộng hơn ở Đông Dương. Thực ra là những chiếc xe hơi của người Pháp mua từ đầu những năm 1900–1910 được bán lại theo dạng xe đã qua sử dụng. Người châu Á địa phương thuộc tầng lớp khá giả mua lại để phục vụ mục đích cá nhân. Ngoài ra, một số người mua lại xe tải hoặc xe có kích thước lớn để biến thành xe chở khách. Cả một nền công nghiệp lớn được hình thành, bắt đầu từ những năm 1910 và phát triển mạnh trong những năm 1920. Có hơn 500 công ty vận tải như thế trên khắp lãnh thổ Đông Dương (Lào, Việt Nam, Cam Bốt), thường do người Việt và người Hoa quản lý. Họ đảm bảo phương tiện giao thông cho người dân địa phương là chủ yếu, vì người Pháp chỉ thích đi xe cá nhân.
Riêng hệ thống sân bay thời Pháp đến năm 1945, Việt Nam có khoảng 11 sân bay, bao gồm: Tân Sơn Nhất, Đà Nẵng, Gia Lâm, Cát Bi, Bạch Mai, Đồng Hới, Huế, Nha Trang, Cà Mau, Phan Thiết, Sóc Trăng... Trong đó sân bay Đồng Hới và sân bay Tân Sơn Nhất được xây dựng vào năm 1930. Sân bay Đà Nẵng được xây dựng năm 1940. Chuyến bay đầu tiên từ Paris đến Sài Gòn ở sân bay Tân Sơn Nhất là vào năm 1933 kéo dài 18 ngày. Năm 1862, mở cửa biển Đà Nẵng, Cam Ranh, cảng Hải Phòng được xây dựng vào năm 1876, cảng Sài Gòn được xây dựng vào năm 1884. Tiếp theo là các cảng Bến Thủy, Quy Nhơn, Hòn Gai, Cẩm Phả... Trong những năm đầu đã có tàu buôn của các nước Anh, Trung Quốc, Hà Lan đến buôn bán trao đổi hàng hóa và cạnh tranh với người Pháp. Mạng lưới vận tải đường sông của vùng châu thổ sông Hồng, sông Cửu Long và các sông lớn miền Trung cũng được khai thác triệt để. Các cảng sông số lượng tàu thuyền tăng đáng kể, năm 1939 cảng Hà Nội có 5886 tàu thuyền, Quảng Yên có 5.108 tàu thuyền, cảng Mỹ Tho có 171 tàu thuyền, cảng Nam Định có 1.402 tàu thuyền. Riêng tại Nam bộ người Pháp đã sử dụng các sông Mỹ Tho, Vàm Cỏ, Rạch Cát, Mang Thít, Rạch Giá...để chở lúa gạo. Lực lượng tàu vận tải đường sông tiêu biểu thời đó có các Hãng Sô Va (người Pháp), Bạch Thái Bưởi, Vĩnh Long (người Việt Nam). Đến đầu thế kỉ XX, đặc biệt là từ sau chiến tranh thế giới thứ nhất, hoạt động vận tải đường thủy, đặc biệt là vận tải biển được phát triển.

## Hệ thống đường bộ
Hệ thống đường bộ chính tại Việt Nam bao gồm các con đường quốc lộ và cao tốc, nối liền các vùng, các tỉnh cũng như đi đến các cửa khẩu quốc tế với Trung Quốc, Lào, Campuchia.
Một số tuyến quốc lộ và cao tốc của Việt Nam được chỉ định tham gia mạng lưới đường bộ xuyên Á, đó là: Quốc lộ 1, Quốc lộ 22, , , , ,  (AH1), Quốc lộ 2, Quốc lộ 5, Quốc lộ 70, , ,  (AH14), Quốc lộ 6, Quốc lộ 279 (AH13), Quốc lộ 8 (AH15), Quốc lộ 9 (AH16), đường Hồ Chí Minh, Quốc lộ 14B, Quốc lộ 13, Quốc lộ 51 (AH17), Quốc lộ 19 (AH21), Quốc lộ 12A, Quốc lộ 12C (AH131), Quốc lộ 24, Quốc lộ 14, Quốc lộ 40 (AH132).

### Quốc lộ
Hệ thống đường bộ chính tại Việt Nam bao gồm các con đường quốc lộ, nối liền các vùng, các tỉnh cũng như đi đến các cửa khẩu quốc tế với Trung Quốc, Lào, Campuchia. Tổng chiều dài các con đường kể trên là 14.790,46 km, trong khi đó toàn bộ các tuyến đường quốc lộ của Việt Nam được cho là có tổng chiều dài khoảng 17.300 km, với gần 85% đã tráng nhựa. Một số quốc lộ có thể kể đến là: Quốc lộ 1, Quốc lộ 5, Quốc lộ 7, Quốc lộ 8, Quốc lộ 9, Quốc lộ 14, Quốc lộ 27, Quốc lộ 13, Quốc lộ 51, Quốc lộ 30, Quốc lộ 80, Quốc lộ 91,...
Ngoài các đường quốc lộ còn có các đường tỉnh lộ (đường vành đai, đường trục...) nối các huyện trong tỉnh, huyện lộ (đường cái, đại lộ...) nối các xã trong huyện. Các tuyến tỉnh lộ có tổng chiều dài khoảng 27.700 km, với hơn 50% đã tráng nhựa.

### Đường cao tốc

Bảng ký hiệu toàn tuyến của Đường cao tốc Bắc – Nam phía Đông

Hệ thống đường cao tốc Việt Nam là mạng lưới các đường cao tốc kéo dài từ Bắc đến Nam ở Việt Nam. Thuộc hệ thống giao thông đường bộ ở Việt Nam.
Bắt đầu được xây dựng từ đầu thế kỉ 21 đến nay, Hệ thống đường cao tốc Việt Nam bao gồm các tuyến và đoạn cao tốc riêng lẻ trải dài phân bổ từ Bắc đến Nam liên kết với nhau tạo thành tạo thành đường cao tốc lớn đi từ Bắc đến Nam (ví dụ Đường cao tốc Bắc – Nam). Hiện theo tính toán thì toàn bộ Hệ thống đường cao tốc Việt Nam có quãng đường hơn 1.800 km. Một số đường cao tốc có thể kể đến là: , , , , , , , ,...

## Các tuyến đường khác trong quá trình hoàn thiện
- Đường Hồ Chí Minh: Dài khoảng 3.167 km và cũng là con đường thứ 2 chạy từ Bắc vào Nam Việt Nam, chạy qua vùng núi phía tây, từ Pác Bó, đến Đất Mũi, theo tiêu chuẩn đường cao tốc có đoạn Đoan Hùng (Phú Thọ)– Chợ Bến (Hòa Bình), Cam Lộ (Quảng Trị) – Túy Loan (Đà Nẵng), Mỹ An (Đồng Tháp) – Rạch Sỏi (Kiên Giang) (trước 2020), sau đó các đoạn Khe Cò (Hà Tĩnh) – Bùng (Quảng Bình),...
- Đường Trường Sơn Đông: Có chiều dài 657 km, đi qua 7 tỉnh miền Trung – Tây Nguyên: Quảng Nam, Quảng Ngãi, Phú Yên, Kon Tum, Gia Lai, Đắk Lắk và Lâm Đồng, điểm đầu thị trấn Thạnh Mỹ, huyện Nam Giang, tỉnh Quảng Nam, điểm cuối Đưng K'nớ, tại cầu Suối Vàng nối với tỉnh lộ 722, thuộc huyện Lạc Dương, tỉnh Lâm Đồng (đang thi công).
- Đường tuần tra biên giới
- Đường ven biển Việt Nam

## Danh sách các cầu
Các cầu lớn:
- Sông Hồng: Cầu Vĩnh Thịnh, Thăng Long, Nhật Tân, Long Biên, Chương Dương, Vĩnh Tuy, Thanh Trì, Yên Lệnh, Tân Đệ, Văn Lang, Hưng Hà, Thái Hà (đã hoàn thành), cầu Sông Hồng (trên cao tốc Hà Nội – Lào Cai), các dự án cầu Tứ Liên, cầu/ hầm Trần Hưng Đạo,...
- Sông Đà: Cầu Pá Uôn, cầu Hòa Bình, cầu Hòa Bình 2 (đã khởi công), cầu Hòa Bình 3, cầu Đồng Quang(Phú Thọ), cầu Trung Hà (Phú Thọ)
- Sông Lô: Cầu Sông Lô, cầu Kim Xuyên, cầu Sông Lô (trên cao tốc Hà Nội – Lào Cai), cầu Vĩnh Phú (dự án), cầu Hạc Trì (cầu Việt Trì mới), cầu Việt Trì (Thành phố Việt Trì)
- Sông Gâm: Cầu Ba Đạo
- Sông Thao: Cầu Ngọc Tháp, cầu Phong Châu.
- Sông Đáy: Cầu Non Nước, cầu Ninh Bình, cầu Nam Bình, cầu Mỹ Hòa (cầu Bột Xuyên, Hà Nội – đã cấp phép)
- Sông Đuống: Cầu Đông Trù, cầu Đuống, cầu Phù Đổng, Cầu Hồ, cầu Bình Than, cầu Kinh Dương Vương, ngoài ra các dự án cầu Ngọc Thụy, cầu Đuống 2, cầu Giang Biên, cầu Mai Lâm, cầu Chì
- Sông Luộc: Cầu Triều Dương, cầu Hiệp, cầu Chanh (chính xác hơn là cầu Tranh), cầu Quý Cao, cầu Sông Mới, cầu La Tiến (dự án)
- Sông Thái Bình: Cầu Phả Lại, cầu Hàn, cầu Phú Lương, cầu Hợp Thanh, cầu Thái Bình, cầu Hàn, cầu Đăng (đã khởi công)
- Sông Văn Úc: Cầu Thanh An, cầu Tiên Cựu, cầu Khuể,...
- Sông Cầu: Cầu Mây, cầu Vát, cầu Đông Xuyên, cầu đường bộ Thị Cầu, cầu Như Nguyệt, cầu Yên Dũng,...
- Sông Cấm – Bạch Đằng: Cầu Kiều, cầu Bính, cầu Hoàng Văn Thụ, cầu Bạch Đằng,[6] cầu Nguyễn Trãi, cầu Vũ Yên (đã phê duyệt)
- Sông Đá Bạc: Cầu Đá Bạc, cầu Lại Xuân (dự án), cầu Bến Rừng (đang thi công)
- Sông Chanh: Cầu sông Chanh, cầu Sông Chanh 2
- Quảng Ninh: Cầu Bãi Cháy, cầu Vân Đồn 1,2,3, cầu Sông Rút, cầu Cửa Lục 1 và cầu Cửa Lục 3
- Hải Phòng: Cầu Tân Vũ – Lạch Huyện, cầu Rào
- Sông Ninh Cơ: cầu Thịnh Long
- Sông Mã: Cầu Hàm Rồng, cầu Hoàng Long, cầu Nguyệt Viên, cầu Vĩnh An
- Sông Lèn: Cầu Đò Lèn, cầu Thắm
- Sông Bút: Cầu Bút Sơn
- Sông Chu: Cầu Hạnh Phúc, cầu Thiệu Hóa, cầu Núi Đọ
- Sông Cả – Lam: Cầu Nam Đàn, cầu Yên Xuân, cầu Bến Thủy, cầu Bến Thủy 2, cầu Cửa Hội, cầu Hưng Đức
- Sông Gianh: Cầu Gianh (trên quốc lộ 1), cầu Gianh (trên cao tốc Bắc – Nam, đang thi công)
- Sông Nhật Lệ: Cầu Nhật Lệ, cầu Nhật Lệ 2, cầu Quán Hàu
- Sông Bến Hải: Cầu Hiền Lương, cầu Hiền Lương 2, cầu Cửa Tùng
- Sông Thạch Hãn: Cầu Thạch Hãn, cầu Đại Lộc, cầu An Mô, cầu Cửa Việt, cầu Thành Cổ (đã khởi công)
- Sông Hương: Cầu Trường Tiền, cầu Phú Xuân, cầu Dã Viên, cầu Chợ Dinh, cầu Tuần (trên quốc lộ 1), cầu Tuần (trên cao tốc Bắc – Nam),...
- Phá Tam Giang: Cầu Thuận An, cầu Thuận An mới, cầu Tam Giang, cầu Trường Hà, cầu Tư Hiền
- Sông Hàn: Cầu Thuận Phước, cầu quay Sông Hàn, cầu Rồng, cầu Trần Thị Lý, cầu Nguyễn Văn Trỗi, cầu Tiên Sơn
- Sông Cẩm Lệ: Cầu Hòa Xuân, Nguyễn Tri Phương và Cẩm Lệ, cầu Đỏ
- Sông Thu Bồn: Cầu Cửa Đại, cầu Câu Lâu, cầu Kỳ Lam, cầu Giao Thủy
- Sông Trà Khúc: Cầu Trà Khúc, cầu Trà Khúc 2, cầu Trường Xuân, cầu Thạch Bích, cầu Cổ Lũy
- Đầm Thị Nại: Cầu Thị Nại (Bình Định)
- Sông Đà Rằng: Cầu Đà Rằng, cầu Đà Rằng mới, cầu Hùng Vương
- Sông Cái: Cầu Trần Phú, cầu Xóm Bóng
- Sông Dinh (Ninh Thuận): cầu Đạo Long 1, cầu An Đông
- Sông Cái Phan Thiết – Phú Hài: cầu Phú Hài
- Bà Rịa – Vũng Tàu: Cầu Cỏ May, cầu Cửa Lấp, cầu Gò Găng, cầu Chà Và
- Sông Đồng Nai: Cầu Thạnh Hội, cầu Hóa An (cũ và mới), cầu Rạch Cát, cầu Hiệp Hòa, cầu Ghềnh, cầu Bửu Hòa, cầu An Hảo, cầu Đồng Nai, cầu Đồng Nai 2, cầu Long Thành (thuộc tuyến đường cao tốc thành phố Hồ Chí Minh – Long Thành – Dầu Giây), cầu Đại Phước, cầu Bình Khánh (đang thi công), cầu Phước Khánh (đang thi công), cầu Cát Lái (dự án), cầu Cần Giờ (dự án), cầu Nhơn Trạch (dự án)
- Sông Sài Gòn: Cầu Bình Lợi, cầu Bình Phước, cầu Bình Triệu, cầu Phú Mỹ, cầu Sài Gòn, cầu Thủ Thiêm, hầm Thủ Thiêm, cầu Ba Son, cầu Thủ Thiêm 3,4 (dự án), cầu Bến Súc (gần Địa đạo Củ Chi), cầu Phú Cường,...
- Sông Vàm Cỏ: Cầu Mỹ Lợi
- Sông Vàm Cỏ Đông: Cầu Đức Huệ, cầu Đức Hòa (trên Quốc lộ N2), cầu Bến Lức, cầu Gò Dầu (trên Quốc lộ 22A), cầu Bến Sỏi, cầu Gò Chai, cầu Cây Ổi (đang xây dựng)
- Sông Vàm Cỏ Tây: Cầu dây văng Bình Phong Thạnh, cầu Tuyên Nhơn (trên Quốc lộ N2), cầu Dây Võng (Thủ Thừa), cầu Tân An mới, cầu Tân An
- Sông Tiền: Cầu Cao Lãnh,[7] cầu Mỹ Thuận 2 (đang thi công), cầu Mỹ Thuận, cầu Rạch Miễu, cầu Hàm Luông, cầu Cổ Chiên, cầu Rạch Miễu 2 (đang thi công)
- Sông Hậu: Cầu Vĩnh Trường, cầu Châu Đốc (đang thi công), cầu Vàm Cống, cầu Cần Thơ, cầu Cần Thơ 2 (dự án), cầu Đại Ngãi (đã khởi động)
- Sông Cần Thơ: Cầu Quang Trung, cầu Hưng Lợi, cầu Cái Răng, cầu Trần Hoàng Na (đang thi công)
- An Giang: Cầu Cồn Tiên (sông Châu Đốc), cầu Long Bình – Chrey Thom (biên giới Campuchia)
- Cà Mau: Cầu Năm Căn (sông Cửa Lớn)

## Hệ thống đường sắt

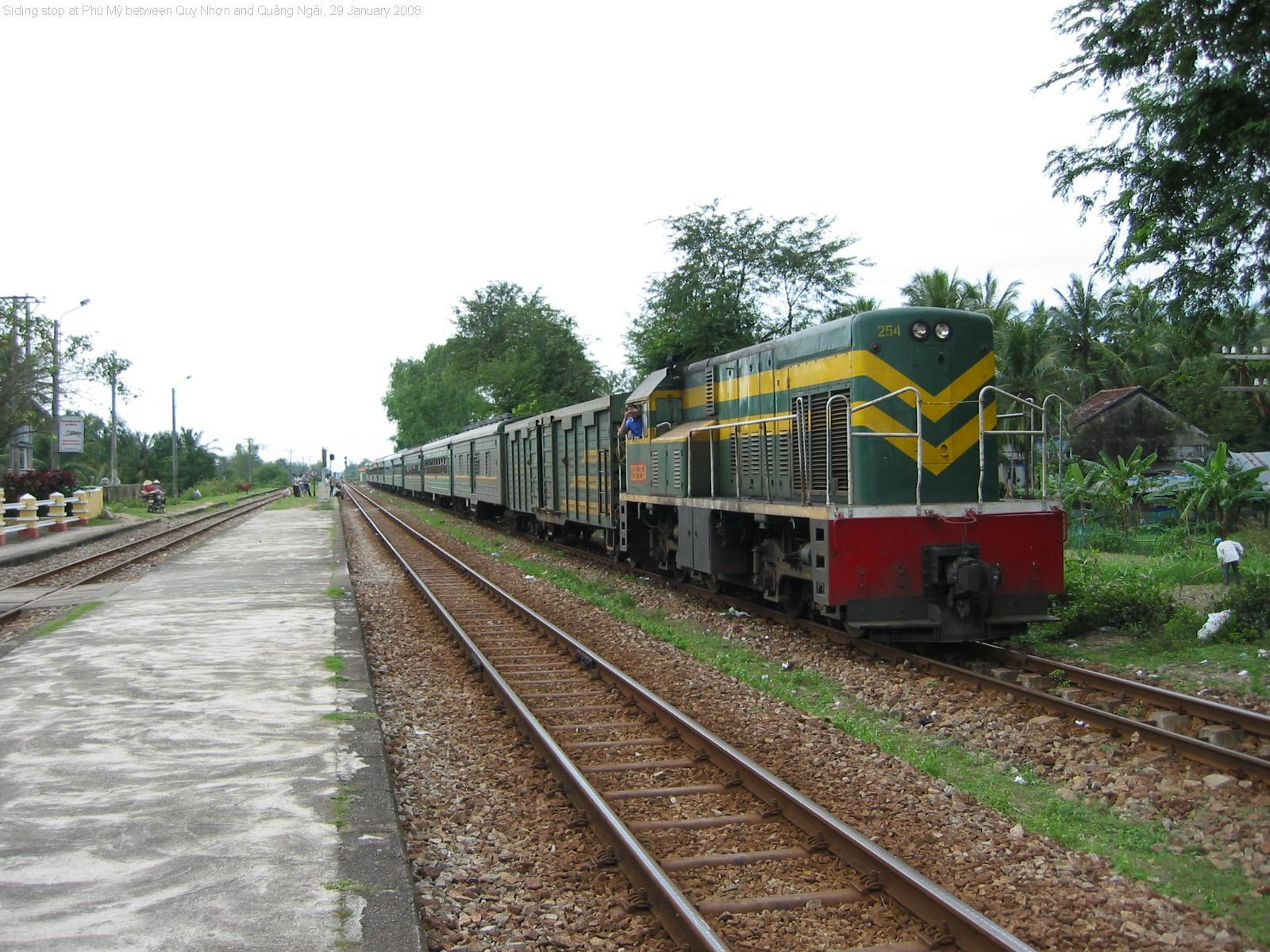
Tàu dừng ở ga Phù Mỹ
tỉnh Bình Định

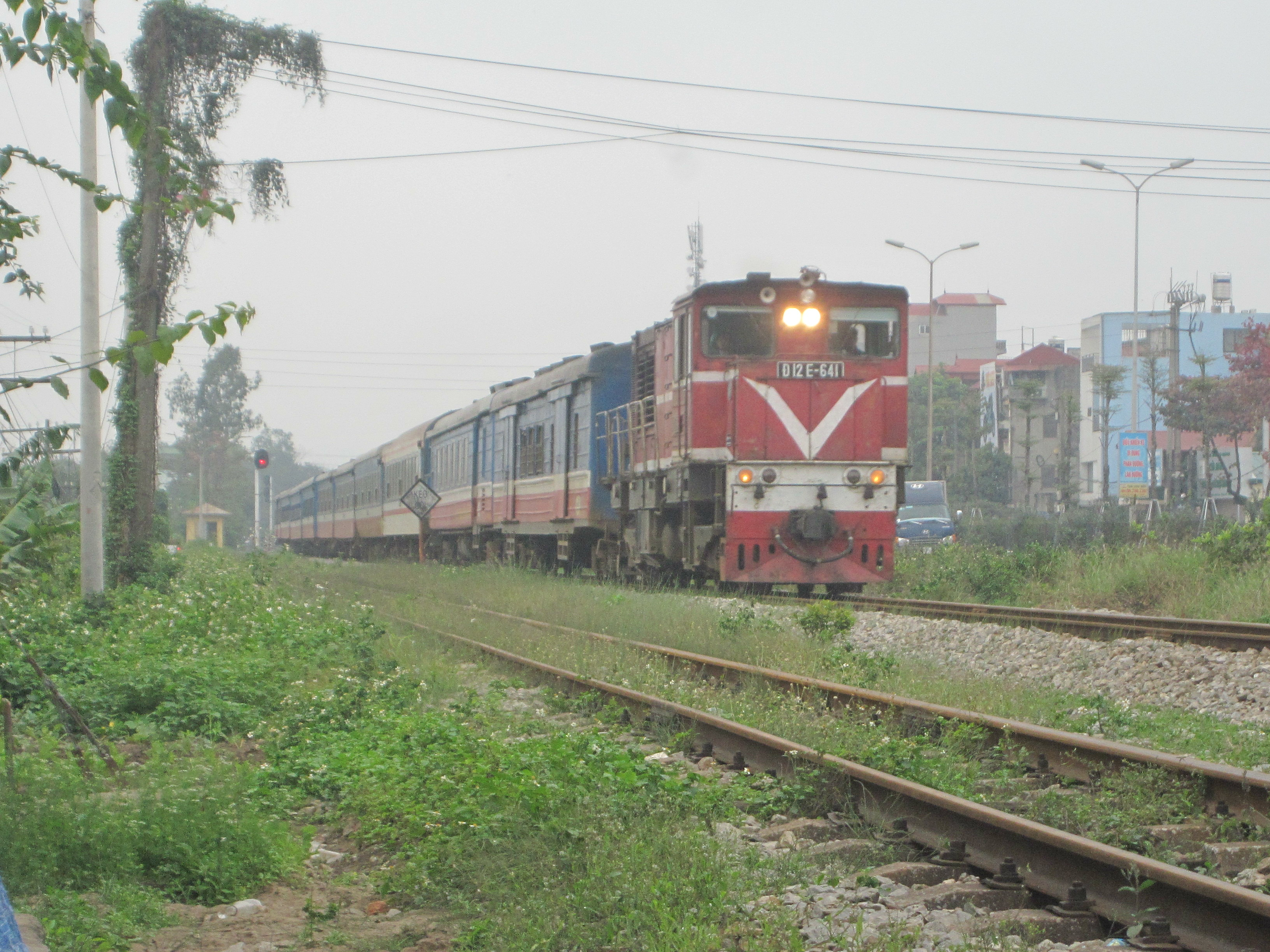
Tàu khách LP5 đoạn Long Biên–Hải Phòng

Hệ thống đường sắt Việt Nam có tổng chiều dài khoảng 2600 km, trong đó tuyến đường chính nối Hà Nội – Thành phố Hồ Chí Minh (tuyến đường sắt Bắc – Nam hay đường sắt Thống Nhất) dài 1726 km, toàn ngành có 302 đầu máy, 1063 toa tàu chở khách và 4986 toa tàu chở hàng.

### Các tuyến đường sắt từ thủ đô Hà Nội
- Đường sắt Bắc Nam (Hà Nội – Thành phố Hồ Chí Minh): 1726 km
- Đường sắt Hà Nội – Thái Nguyên: 75 km
- Đường sắt Hà Nội – Lào Cai: 296 km
- Đường sắt Hà Nội – Hải Phòng: 102 km
- Đường sắt Hà Nội – Đồng Đăng: 162 km, một đoạn nối xuống Na Dương

### Các tuyến khác
- Đường sắt tốc độ cao Bắc Nam (dự án chưa được phê duyệt, chỉ nâng cấp một số đoạn)
- Đường sắt Thái Nguyên – Quảng Ninh
- Đường sắt Sài Gòn – Lộc Ninh (dự án)
- Đường sắt Tháp Chàm – Đà Lạt (có kế hoạch khởi động lại)

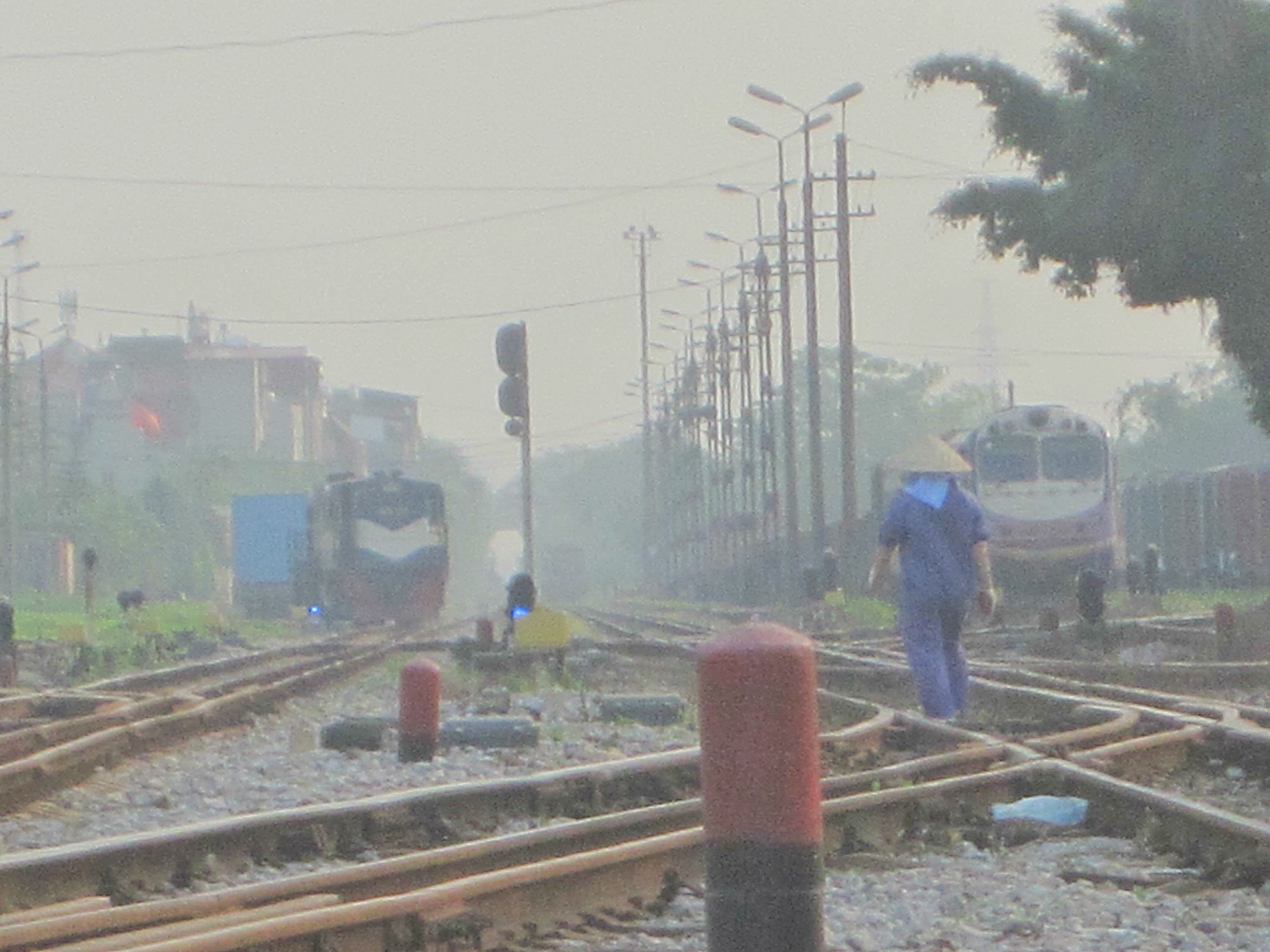
Một góc ga liên vận quốc tế Yên Viên

- Đường sắt Vũng Áng – Mụ Giạ kết nối đường sắt đến Viêng Chăn (dự án)
- Đường sắt cao tốc Thành phố Hồ Chí Minh – Cần Thơ (dự án)
- Đường sắt Cầu Giát – Nghĩa Đàn (bỏ hoang)
- Đường sắt Mỹ Thủy – Đông Hà – Lao Bảo kết nối đường sắt cao tốc Savannakhet – Lao Bảo (Quảng Trị) (dự án)
- Đường sắt đô thị Hà Nội
- Đường sắt đô thị Thành phố Hồ Chí Minh (tuyến Metro số 1 Bến Thành – Suối Tiên đang trong giai đoạn hoàn thành), (tuyến Metro số 2 Bến Thành – Tham Lương dự kiến sẽ được xây dựng).

Đường sắt Việt Nam hiện gồm có hai loại đội tàu hỏa là:
- Các loại tàu khách, gồm: tàu liên vận quốc tế, tàu khách tốc hành và tàu nhanh, tàu khách thường và tàu hỗn hợp.
- Các loại tàu chở hàng, gồm: tàu chuyên chở nhanh, tàu chuyên chở thường, tàu chở xe,...

Hiện nay phần lớn đường sắt Việt Nam (khoảng 2249 km) dùng khổ rộng 1,0 m, và toàn tuyến đường sắt Bắc Nam dùng khổ 1,0 m. Có 180 km dùng khổ 1,435 m là tuyến đường Hà Nội – cảng Cái Lân dùng cho tàu chở hàng

## Hệ thống đường thủy

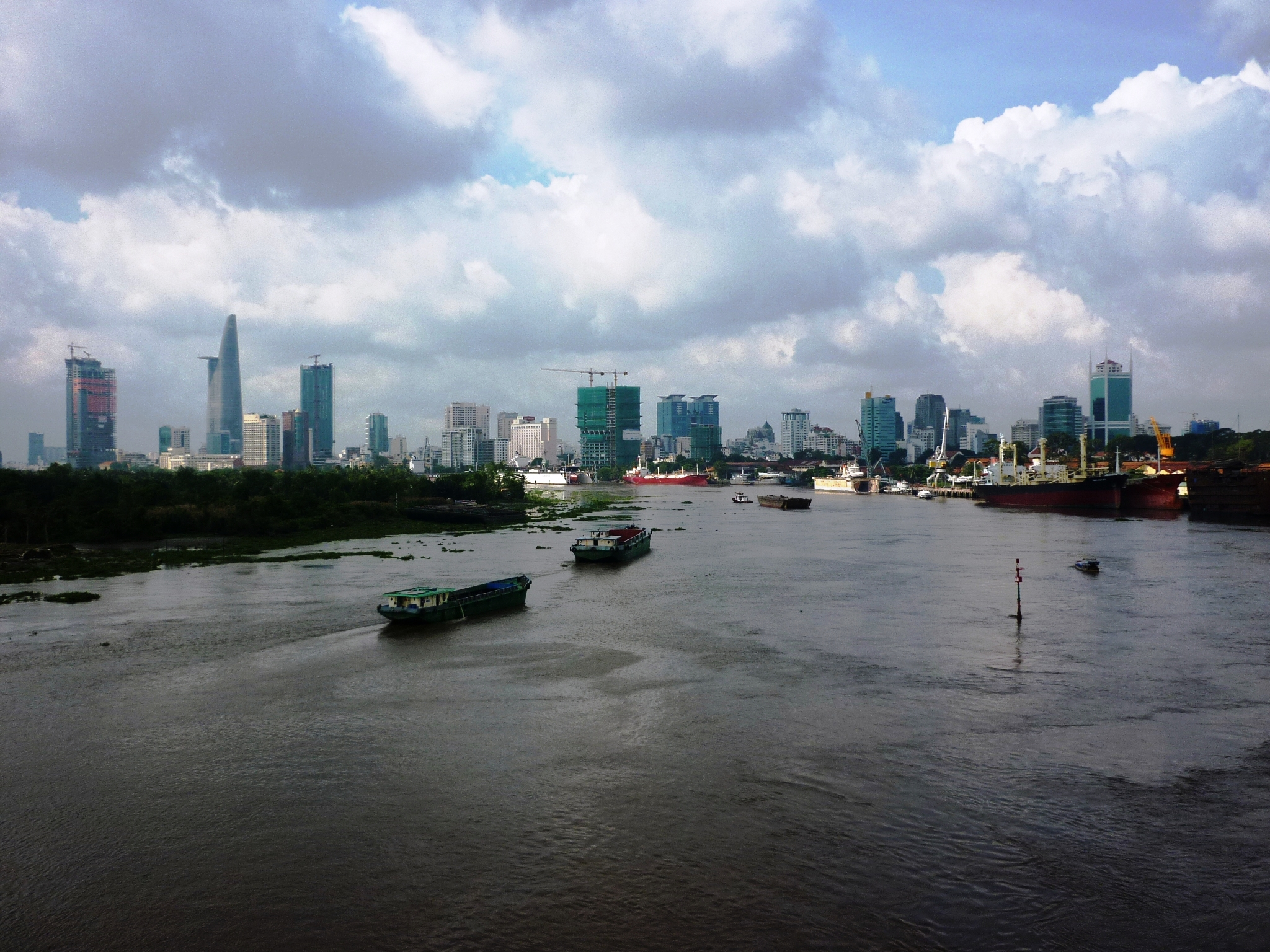
Sông Sài Gòn chảy qua
Tp Hồ Chí Minh

Các tuyến đường thủy nội địa dựa theo các con sông chính như: sông Hồng, sông Đà, sông Đáy ở miền Bắc; sông Tiền, sông Hậu ở miền Tây Nam Bộ và sông Đồng Nai, sông Sài Gòn ở miền Đông Nam Bộ. Tổng chiều dài của tất cả các loại sông, kênh, rạch trên lãnh thổ Việt Nam khoảng 42.000 km, dài nhất là hai con sông: sông Hồng với khoảng 541 km và sông Đà khoảng 543 km. Sông Hậu là con sông có khúc rộng nhất ở huyện Long Phú (Sóc Trăng) và Cầu Kè (Trà Vinh) với chiều ngang khoảng gần 4 km.
- Sông Đà chảy qua các tỉnh Lai Châu, Điện Biên, Sơn La, Hòa Bình, Phú Thọ, Hà Nội và giao nhau với sông Hồng tại Việt Trì(Phú Thọ)
- Sông Hồng chảy qua các tỉnh Lào Cai, Yên Bái, Phú Thọ, Vĩnh Phúc, Hà Nội, Hưng Yên, Hà Nam, Thái Bình, Nam Định
- Sông Tiền chảy qua các tỉnh An Giang, Đồng Tháp, Vĩnh Long, Tiền Giang, Bến Tre
- Sông Hậu chảy qua các tỉnh An Giang, Cần Thơ, Đồng Tháp, Vĩnh Long, Hậu Giang, Trà Vinh, Sóc Trăng
- Sông Sài Gòn và sông Đồng Nai chảy qua các tỉnh Tây Ninh, Bình Dương, Đồng Nai và Thành phố Hồ Chí Minh

Các cảng sông, quy hoạch theo Quyết định số 1071/QĐ–BGTVT ngày 24 tháng 4 năm 2013::
- Khu vực phía Bắc: Cảng hàng hóa: gồm 66 cảng, công suất quy hoạch đến năm 2020 là 42,01 triệu tấn/năm. Cảng hành khách: gồm 20 cảng, công suất quy hoạch đến năm 2020 là 5,52 triệu lượt khách/năm.
- Khu vực miền Trung: Gồm 7 cảng hàng hóa.
- Khu vực phía Nam: Cảng hàng hóa: gồm 56 cảng, công suất quy hoạch đến năm 2020 là 32,6 triệu tấn/năm (trong đó có 11 cảng chính, công suất quy hoạch đến năm 2020 là 10,9 triệu tấn/năm và 45 cảng khác có công suất quy hoạch đến năm 2020 là 21,7 triệu tấn/năm). Cảng hành khách: gồm 17 cảng, công suất quy hoạch đến năm 2020 là 29 triệu lượt hành khách/năm

Hệ thống đường thủy Việt Nam hiện đang đảm nhiệm 30% tổng lượng hàng hóa lưu chuyển trong nước, riêng khu vực Đồng bằng sông Cửu Long đảm nhiệm tới 70% lưu thông hàng hóa trong vùng. Các cảng biển chính hiện nay gồm: cảng Hải Phòng, cảng Cái Lân ở miền Bắc, cảng Tiên Sa, cảng Quy Nhơn ở miền Trung và cảng Sài Gòn, cảng Cát Lái ở miền Nam. Năm 2007, tổng khối lượng hàng hóa thông qua các cảng tại Việt Nam là 177 triệu tấn, trong đó hệ thống cảng Sài Gòn là 55 triệu tấn. Theo dự báo, dự báo lượng hàng hóa qua hệ thống cảng biển Việt Nam vào năm 2010 sẽ đạt 230–250 triệu tấn/năm và 500–550 triệu tấn/năm vào năm 2020.
Theo Quyết định số 1579/QĐ-TTg ngày 22 tháng 9 năm 2021, quy hoạch các cảng tổng hợp quốc gia là các cảng chính trong hệ thống cảng biển Việt Nam, bao gồm:
- Cảng trung chuyển quốc tế: Vân Phong;
- Cảng cửa ngõ quốc tế: Hải Phòng, Bà Rịa – Vũng Tàu;
  - Cảng đầu mối khu vực: Hòn Gai – Quảng Ninh, Nghi Sơn – Thanh Hóa, Cửa Lò – Nghệ An, Sơn Dương, Vũng Áng – Hà Tĩnh, Đà Nẵng, Kỳ Hà   – Quảng Nam, Dung Quất – Quảng Ngãi, Quy Nhơn – Bình Định, Nha Trang, Cam Ranh – Khánh Hòa, Sài Gòn, Đồng Nai, Cần Thơ.

Ngoài ra có các cảng địa phương và các cảng chuyên dùng. Tại Trà Vinh, đã có dự án cảng trung chuyển. Tại Quảng Trị có dự án cảng nước sâu Mỹ Thủy. Tại Sóc Trăng có dự án cảng Trần Đề.

## Hệ thống đường hàng không

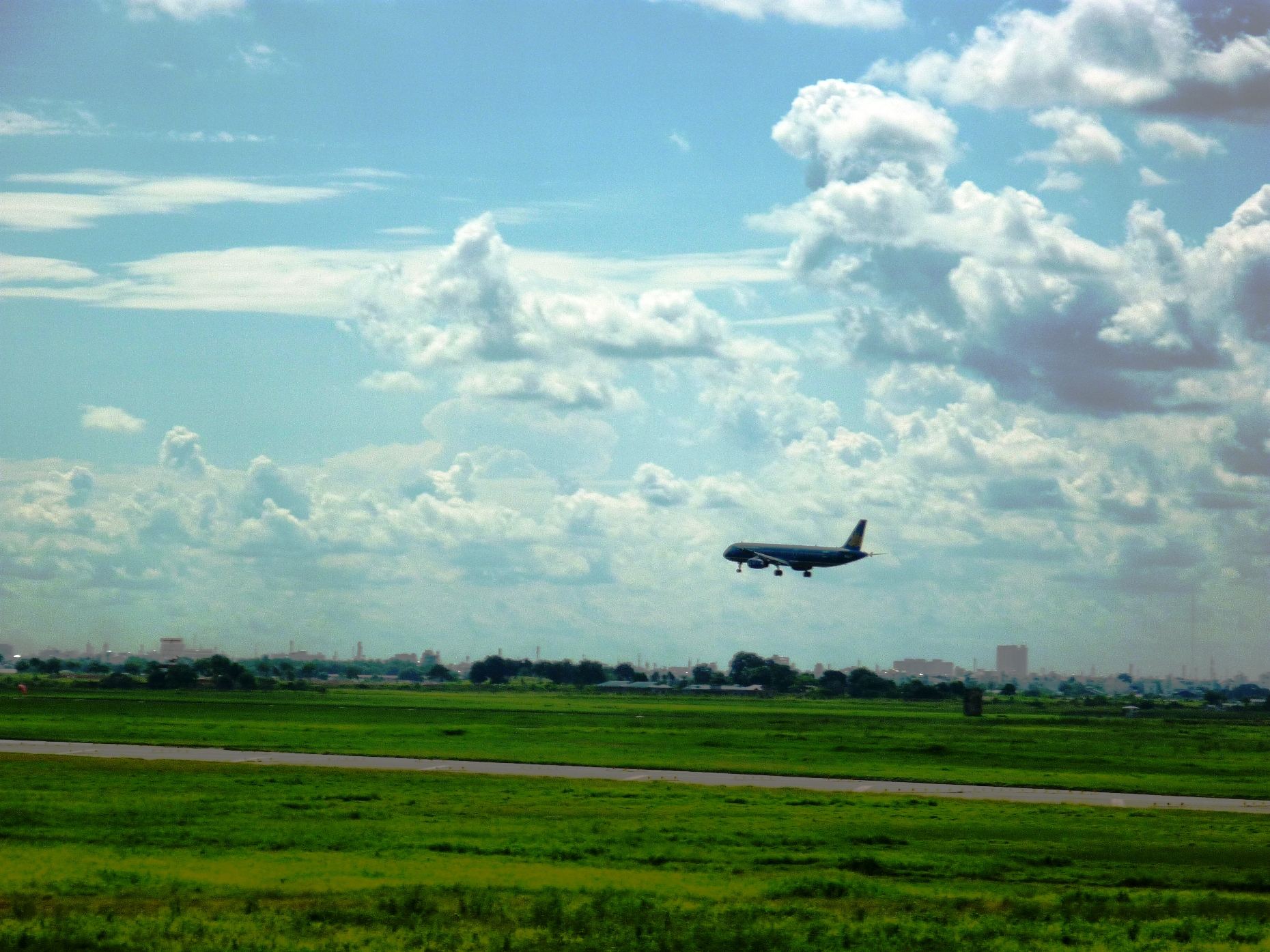
Sân bay Tân Sơn Nhất

Hệ thống đường hàng không Việt Nam bao gồm cơ sở hạ tầng là các sân bay quốc tế và các sân bay nội địa. Các hãng hàng không của Việt Nam và một số quốc gia khác cùng khai thác.
- Các sân bay quốc tế gồm: sân bay quốc tế Tân Sơn Nhất, sân bay quốc tế Nội Bài, sân bay quốc tế Đà Nẵng, sân bay quốc tế Phú Bài, sân bay quốc tế Cam Ranh, sân bay quốc tế Cát Bi, Sân bay quốc tế Trà Nóc, sân bay quốc tế Phú Quốc, sân bay quốc tế Vinh, Sân bay Chu Lai,... sân bay quốc tế Vân Đồn (là sân bay tư nhân đầu tiên tại Việt Nam do tập đoàn Sun Group làm chủ đầu tư), sân bay quốc tế Long Thành (đang thi công)
- Các hãng hàng không của Việt Nam gồm: Vietnam Airlines, Jetstar Pacific (nay là Pacific Airlines), Vasco và hai hãng tư nhân vừa được chính phủ ký quyết định cho phép hoạt động là VietJetAir[9] và Air Speed Up (hãng này đã dừng hoạt động năm 2009 do thua lỗ), Bamboo Airways (một hãng bay mới của Việt Nam). Trong 5 hãng này, hiện tại duy nhất chỉ có Vasco là bay các chuyến ngắn ở nội địa (Thành phố Hồ Chí Minh – Phú Quốc, Thành phố Hồ Chí Minh – Côn Đảo,...).

Còn lại, các hãng khác đều khai thác đường bay quốc tế. Riêng Vietnam Airlines có các đường bay xuyên lục địa mà đáng chú ý là đường bay thẳng đến Mỹ và các nước châu Âu,....
- Các đường bay quốc tế do Vietnam Airlines và các hãng hàng không khác có hoạt động tại Việt Nam chuyên chở, xuất phát từ 2 sân bay Tân Sơn Nhất, Nội Bài:
  - Các đường bay đi Châu Á gồm: Hà Nội – Thành Đô, Thành phố Hồ Chí Minh – Thành Đô, Hà Nội – Côn Minh, Hà Nội – Nam Ninh, Thành phố Hồ Chí Minh – Nam Ninh, Hà Nội – Quảng Châu, Thành phố Hồ Chí Minh – Quảng Châu, Hà Nội – Thượng Hải, Thành phố Hồ Chí Minh – Thượng Hải, Hà Nội – Bắc Kinh, Hà Nội – Seoul, Thành phố Hồ Chí Minh – Seoul, Hà Nội – Busan, Thành phố Hồ Chí Minh – Busan, Hà Nội – Đài Bắc, Thành phố Hồ Chí Minh – Đài Bắc, Hà Nội – Cao Hùng, Thành phố Hồ Chí Minh – Cao Hùng, Hà Nội – Hồng Kông, Thành phố Hồ Chí Minh – Hồng Kông, Hà Nội – Tokyo, Thành phố Hồ Chí Minh – Tokyo, Hà Nội – Nagoya, Thành phố Hồ Chí Minh – Nagoya, Hà Nội – Osaka, Thành phố Hồ Chí Minh – Osaka, Hà Nội – Yangon, Thành phố Hồ Chí Minh – Yangon, Hà Nội – Bangkok, Thành phố Hồ Chí Minh – Bangkok, Hà Nội – Viêng Chăn, Thành phố Hồ Chí Minh – Viêng Chăn, Hà Nội – Luang Prabang, Hà Nội – Phnôm Pênh, Thành phố Hồ Chí Minh – Phnôm Pênh, Hà Nội – Xiêm Riệp, Thành phố Hồ Chí Minh – Xiêm Riệp, Hà Nội – Kuala Lumpur, Thành phố Hồ Chí Minh – Kuala Lumpur, Hà Nội – Singapore, Thành phố Hồ Chí Minh – Singapore, Thành phố Hồ Chí Minh – Doha, Thành phố Hồ Chí Minh – Abu Dhabi, Thành phố Hồ Chí Minh – Dubai, Thành phố Hồ Chí Minh – Almaty, Thành phố Hồ Chí Minh – Mumbai, Thành phố Hồ Chí Minh – Ma Cao, Thành phố Hồ Chí Minh – Thâm Quyến, Thành phố Hồ Chí Minh – Phúc Châu, Thành phố Hồ Chí Minh – Vũ Hán, Thành phố Hồ Chí Minh – Đài Trung, Thành phố Hồ Chí Minh – Fukuoka, Thành phố Hồ Chí Minh – Pakse, Thành phố Hồ Chí Minh – Sihanoukville, Thành phố Hồ Chí Minh – Manila, Thành phố Hồ Chí Minh – Jakarta, Thành phố Hồ Chí Minh – Bandar Seri Begawan, Thành phố Hồ Chí Minh – Johor Bahru
  - Các đường bay đi Châu Âu gồm: Hà Nội – London, Thành phố Hồ Chí Minh – London, Hà Nội – Paris, Thành phố Hồ Chí Minh – Paris, Hà Nội – Frankfurt, Thành phố Hồ Chí Minh – Frankfurt, Hà Nội – Moskva, Thành phố Hồ Chí Minh – Moskva, Thành phố Hồ Chí Minh – Helsinki, Thành phố Hồ Chí Minh – Istanbul
  - Các đường bay đi Châu Phi gồm: Hà Nội – Nairobi
  - Các đường bay đi Châu Đại Dương gồm: Thành phố Hồ Chí Minh – Sydney, Thành phố Hồ Chí Minh – Melbourne, Thành phố Hồ Chí Minh – Auckland
  - Các đường bay đi Châu Mỹ: Thành phố Hồ Chí Minh – San Francisco, Thành phố Hồ Chí Minh – Los Angeles
- Các đường bay nội địa do Vietnam Airlines, Jetstar Pacific, Vasco chuyên chở kết nối các điểm: Hà Nội, Thành phố Hồ Chí Minh, Đà Nẵng, Đồng Hới, Hải Phòng, Thọ Xuân, Vinh, Điện Biên Phủ, Huế, Quy Nhơn, Khánh Hòa, Tuy Hòa, Chu Lai, Pleiku, Buôn Ma Thuột, Đà Lạt, Cà Mau, Rạch Giá, Phú Quốc, Côn Đảo, Cần Thơ

Việt Nam hiện nay có tổng cộng 22 sân bay các loại có bãi đáp hoàn thiện, trong đó có 8 sân bay có đường băng dài trên 3.000 m có khả năng đón được các máy bay loại cỡ trung trở lên như Airbus A320, Airbus A321, Airbus A350, Boeing 787,...Việt Nam hiện có 11 sân bay quốc tế còn hoạt động.

## Phương tiện giao thông đường bộ

### Cá nhân

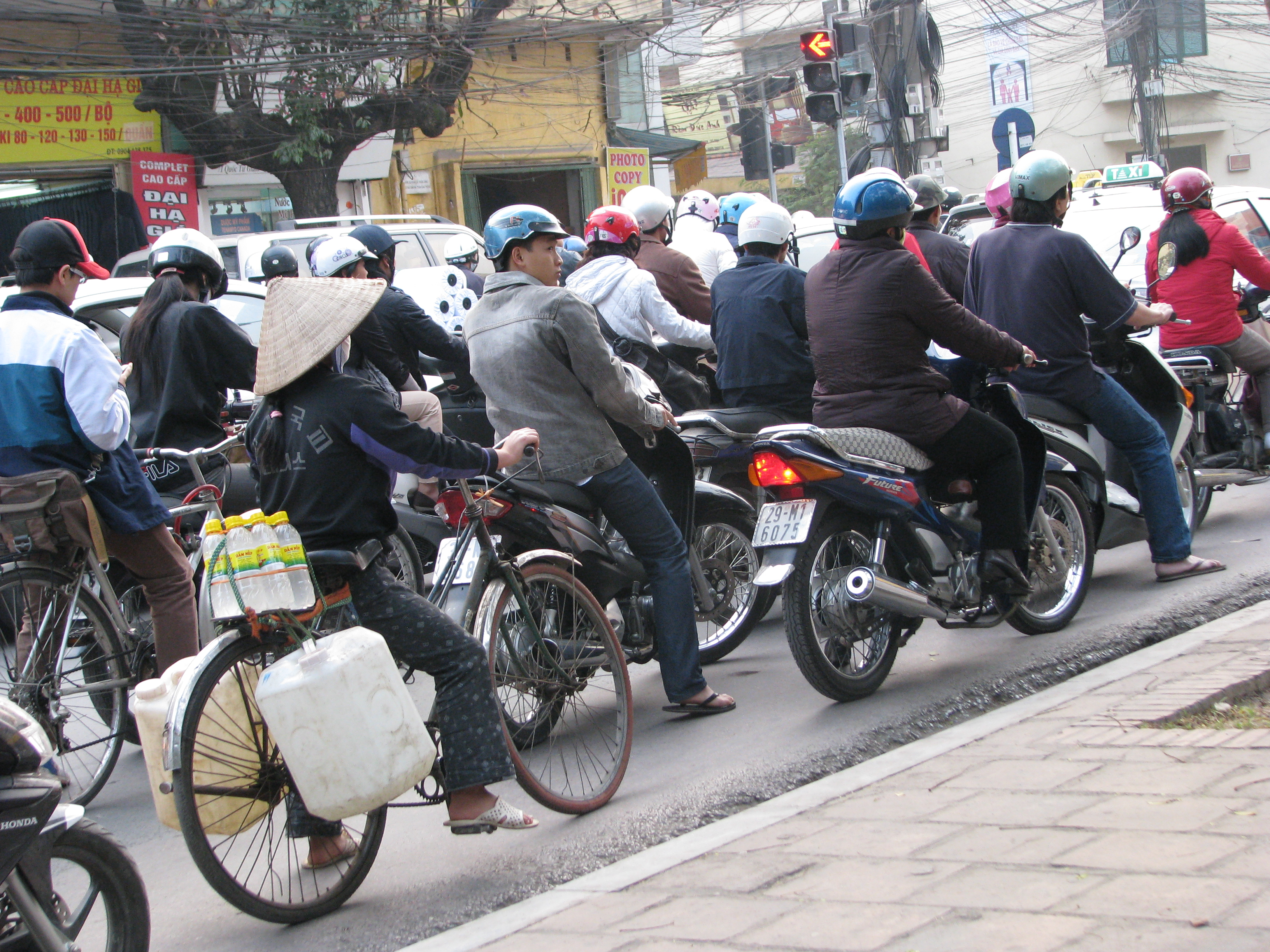
Xe máy cá nhân

Ở Việt Nam, xe mô tô và xe gắn máy vẫn là phương tiện di chuyển chủ yếu của người dân. Hiện nay cả nước có khoảng 21 triệu chiếc đang được phép lưu hành, trung bình 4 người dân/ chiếc. Riêng tại hai thành phố lớn là Thành phố Hồ Chí Minh và Hà Nội tổng số xe đăng ký đã là 7 triệu chiếc chiếm khoảng 1/3 lượng xe lưu hành tại Việt Nam, đáp ứng đến 90% nhu cầu đi lại của người dân.
Năm 2018 trên toàn quốc có khoảng 55 triệu xe máy.
Phần lớn xe gắn máy do các công ty của Nhật Bản, Đài Loan sản xuất tại Việt Nam cung cấp và một phần các loại xe rẻ tiền chủ yếu sử dụng tại các vùng nông thôn nhập khẩu từ Trung Quốc.

### Giấy phép lái xe cơ giới
Gồm có các loại từ A1 đến FE.

### Hệ thống giao thông công cộng

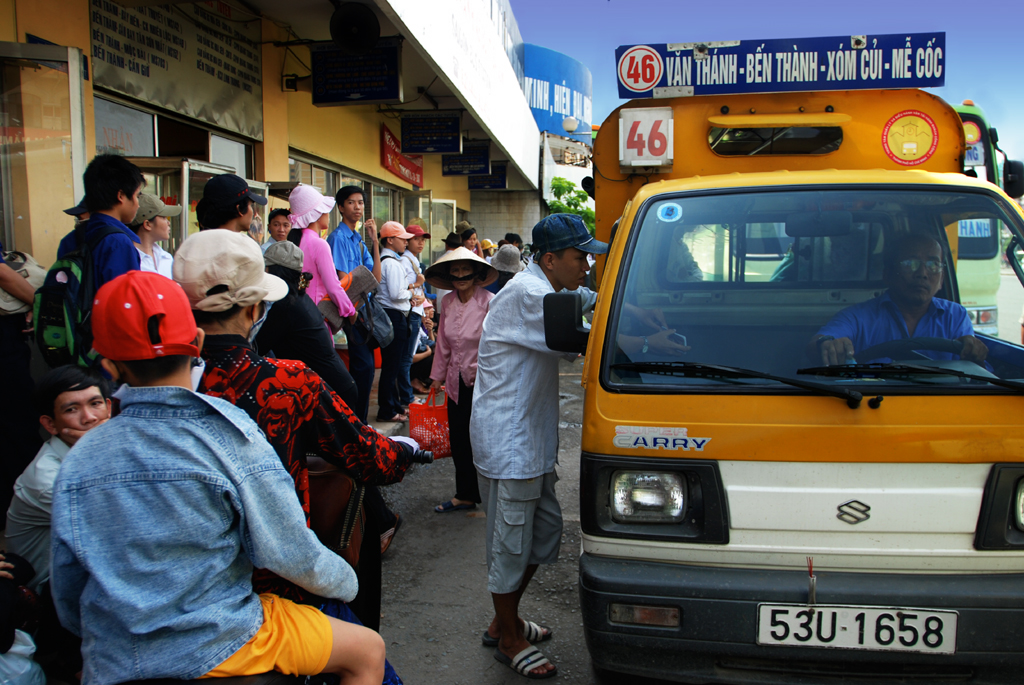
Người dân đi xe đò liên tỉnh

Tại các thành phố lớn như Hà Nội, Thành phố Hồ Chí Minh có hệ thống xe buýt công cộng để phục vụ người dân nhằm giảm thiểu lượng xe cá nhân lưu thông. Tuy nhiên hệ thống này còn yếu kém, năm 2011, sau khi đi thử xe buýt công cộng, Bộ trưởng Bộ Giao thông Vận tải (Việt Nam) Đinh La Thăng cũng cho biết: "Thực tế, với tình hình chất lượng xe buýt như hiện nay thì đến tôi còn chẳng thể đi nổi, làm sao mà bắt buộc anh em phải đi được." Đến năm 2018, hệ thống xe buýt công cộng tại Hà Nội đã và đang thay đổi
Tại Thành phố Hồ Chí Minh đã khởi công dự án xây dựng đường xe tàu điện ngầm (metro). Các tuyến xe buýt tại Thành phố Hồ Chí Minh ngày càng nhiều và có các loại xe mới hơn, êm hơn, hiện đại hơn trước.
Tại các thành phố lớn như Hà Nội, Đà Nẵng, Thành phố Hồ Chí Minh, Hải Phòng, Cần Thơ và các đô thị lớn hay các tỉnh với nhau đều có những tuyến xe buýt tư nhân mà nổi tiếng phải kể đến như Công ty Phương Trang với thương hiệu FutaBusline.
Hệ thống xe lửa nối liền các thành phố được xây dựng từ thời Pháp thuộc đã quá cũ kỹ. Dự án Đường sắt tốc độ cao sử dụng hoàn toàn kỹ thuật và vốn vay từ Nhật Bản vấp phải sự phản đối quyết liệt từ Quốc hội và người dân, và bị Quốc hội bác bỏ vì cho là quá tốn kém không thích hợp với thực trạng kinh tế hiện nay và cần nhiều dự án thiết thực hơn, dù Chính phủ Việt Nam muốn quyết tâm tiến hành dự án tốn kém 56 tỷ USD này.

## Tiêu cực và tai nạn

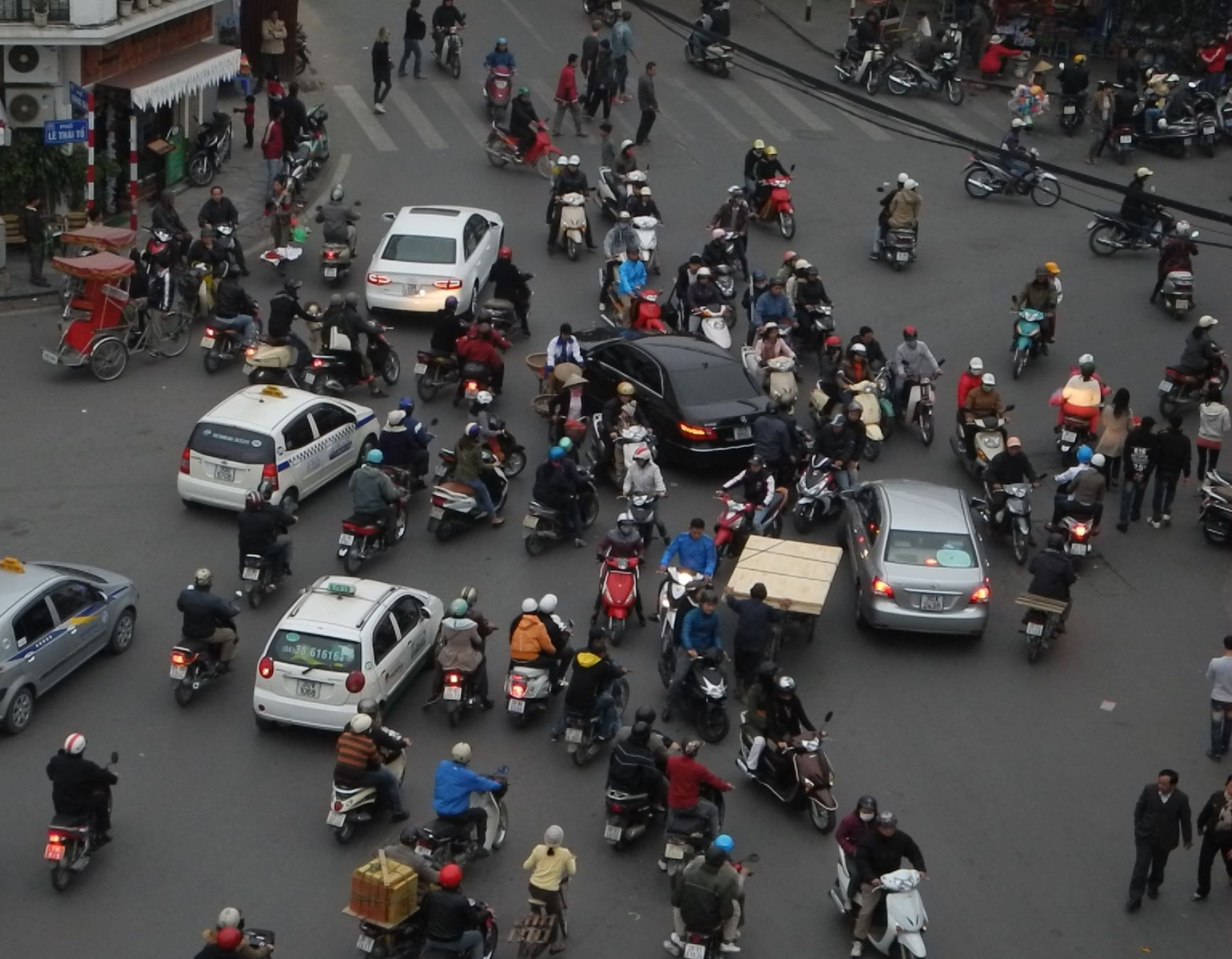
Giao thông hỗn loạn ở Hà Nội

### Hạ tầng cơ sở
Trong nội đô, các con phố của Hà Nội và TP Hồ Chí Minh thường xuyên ùn tắc do cơ sở hạ tầng đô thị còn thấp kém, lượng phương tiện tham gia giao thông quá lớn – đặc biệt là ô tô, và ý thức chưa tốt của người tham gia giao thông, luôn luôn tranh thủ không có lực lượng chức năng để vi phạm, nhưng xe máy rất tuân thủ 
Thêm nữa, hiện tượng ngập úng mỗi khi mưa lớn cũng gây khó khăn cho người tham gia giao thông.

### An toàn giao thông

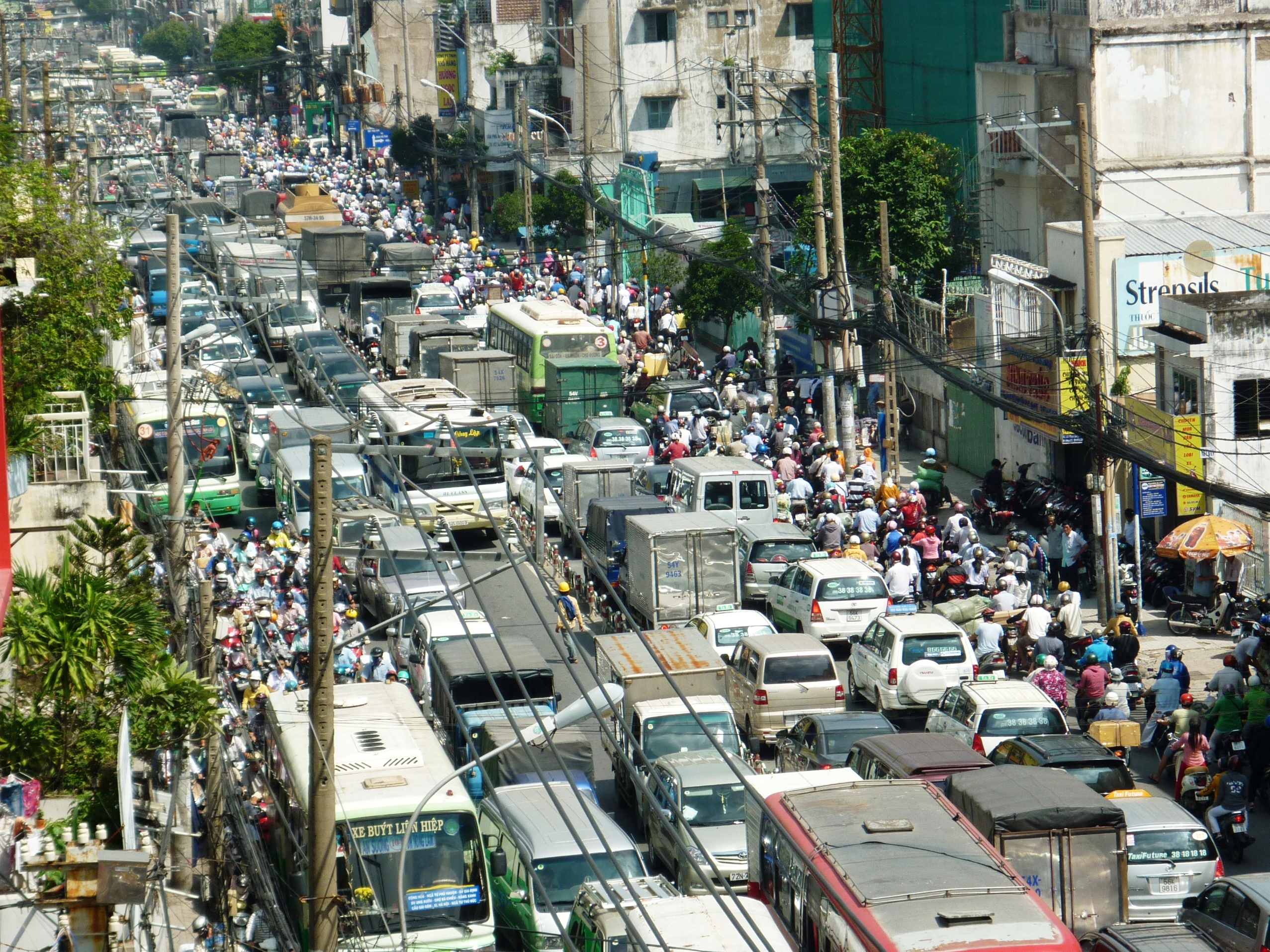
Ùn tắc giao thông tại Tp HCM

Trong 11 tháng đầu năm 2011, trên địa bàn Hà Nội đã xảy ra 533 vụ tai nạn giao thông đường bộ, đường sắt làm 531 người chết và 144 người bị thương. Năm 2012 Hà Nội xảy ra 777 vụ tai nạn giao thông, làm 619 chết, 397 người bị thương.
Tính vào thời điểm năm 2013 thì mỗi năm có khoảng 10.000 vụ tử thương vì giao thông và thêm gần 40.000 bị chấn thương..
Vào thời điểm ngày 01/01/2020 khi mà luật phòng chống tác hại của rượu, bia được thi hành thì số tai nạn giao thông giảm hơn đáng kể. Theo thống kê của Văn phòng Ủy ban An toàn giao thông Quốc gia (từ ngày 15.2.2020 đến 14.3.2020) cả nước xảy ra 1.101 vụ, làm chết 514 người và làm bị thương 788 người. So với tháng cùng kỳ năm 2019 giảm 107 vụ (giảm 8,86%), giảm 35 người chết (giảm 6,38%), giảm 184 người bị thương (giảm 18,93%). Trong đó, lĩnh vực đường bộ để xảy ra 603 vụ, làm chết 496 người và bị thương 312 người; Đường sắt, xảy ra 7 vụ, làm chết 5 người, bị thương 2 người; Đường thủy, xảy 9 vụ, làm chết 12 người, bị thương 1 người. Cùng đó, lực lượng CSGT trên cả nước đã xử lý được 223.914 trường hợp vi phạm (trong đó có 15.380 trường hợp vi phạm nồng độ cồn), phạt hành chính hơn 227,56 tỉ đồng và tạm giữ 43.483 phương tiện.

## Quản lý và tổ chức giao thông
Đã có nhiều ý kiến phê phán khâu xử lý vi phạm giao thông của cảnh sát giao thông Hà Nội hiện nay chưa nghiêm, việc quản lý nhà nước và tổ chức giao thông còn nhiều bất cập, luôn thay đổi tùy tiện, tạo bất ngờ và gây khó cho người dân, hiệu quả không những không cao mà còn rất lãng phí.. Đã có nhiều ý kiến đóng góp và tìm cách giải quyết thực trạng của giao thông tại Việt Nam.
Theo quy hoạch giao thông Hà Nội được Thủ tướng chính phủ Nguyễn Tấn Dũng phê duyệt năm 2008, chi phí cho phần phát triển đường bộ lên tới 100.000 tỷ đồng. Ba tuyến đường vành đai, 30 tuyến đường trục chính cùng nhiều tuyến phố sẽ được xây dựng mới hoặc cải tạo lại.. Bộ trưởng Bộ Giao thông Vận tải Hồ Nghĩa Dũng dự báo tới năm 2015, thành phố Hà Nội sẽ hết tình trạng ùn tắc giao thông.
Tháng 11 năm 2011, Bộ trưởng Bộ Giao thông Vận tải Đinh La Thăng đã đề nghị Quốc hội Việt Nam bố trí khoản ngân sách 40.000 tỷ đồng, thu vượt từ dầu thô, cho các công trình trọng yếu của ngành giao thông vì "Hiện Bộ GTVT không còn tiền để đầu tư hạ tầng". Để tránh ùn tắc giao thông và quá tải của đường phố, cùng với việc đổi giờ làm việc và giờ học, ông Thăng còn đề xuất hạn chế xe cá nhân và tăng phí lưu thông ô tô và xe máy, như thâu phí lưu thông xe máy 500.000 đến 1 triệu đồng/năm và phí lưu thông ô tô từ 20 đến 50 triệu đồng/năm. Theo ông thì "việc thu phí lưu hành để sử dụng vào nhiều mục đích, nên người sử dụng phương tiện cá nhân phải có đóng góp cho đầu tư phát triển hạ tầng giao thông, và thực hiện các giải pháp giảm tai nạn giao thông. Nhiều ý kiến cho rằng việc đề xuất tăng phí lưu hành xe ô tô lên 20–50 triệu đồng/năm của Bộ trưởng Thăng và Chính phủ là "đổ gánh nặng sang dân", "cào bằng giàu – nghèo", "phí chồng lên phí",...

## Hình ảnh

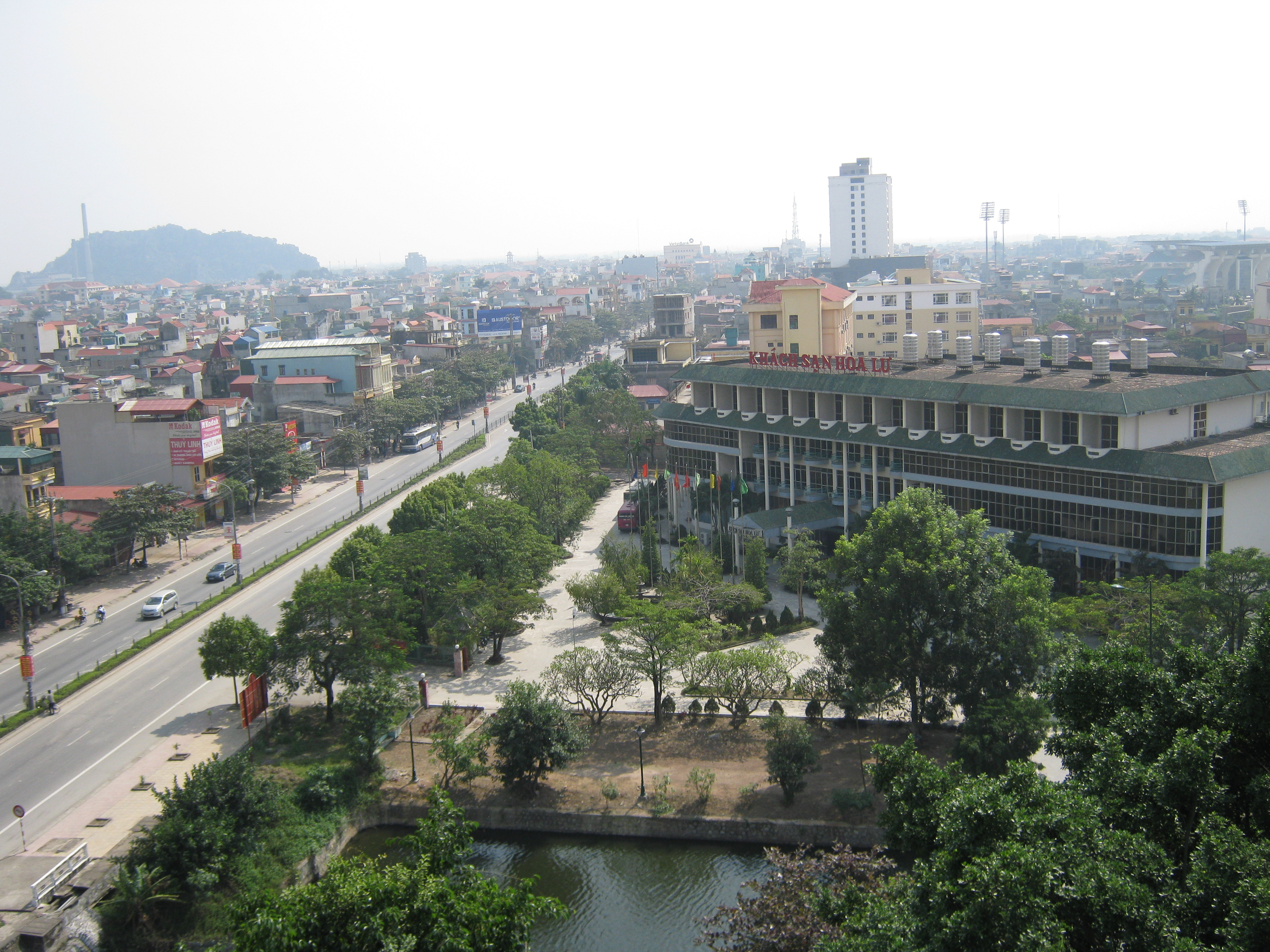
Quốc lộ 1 đoạn qua Ninh Bình.
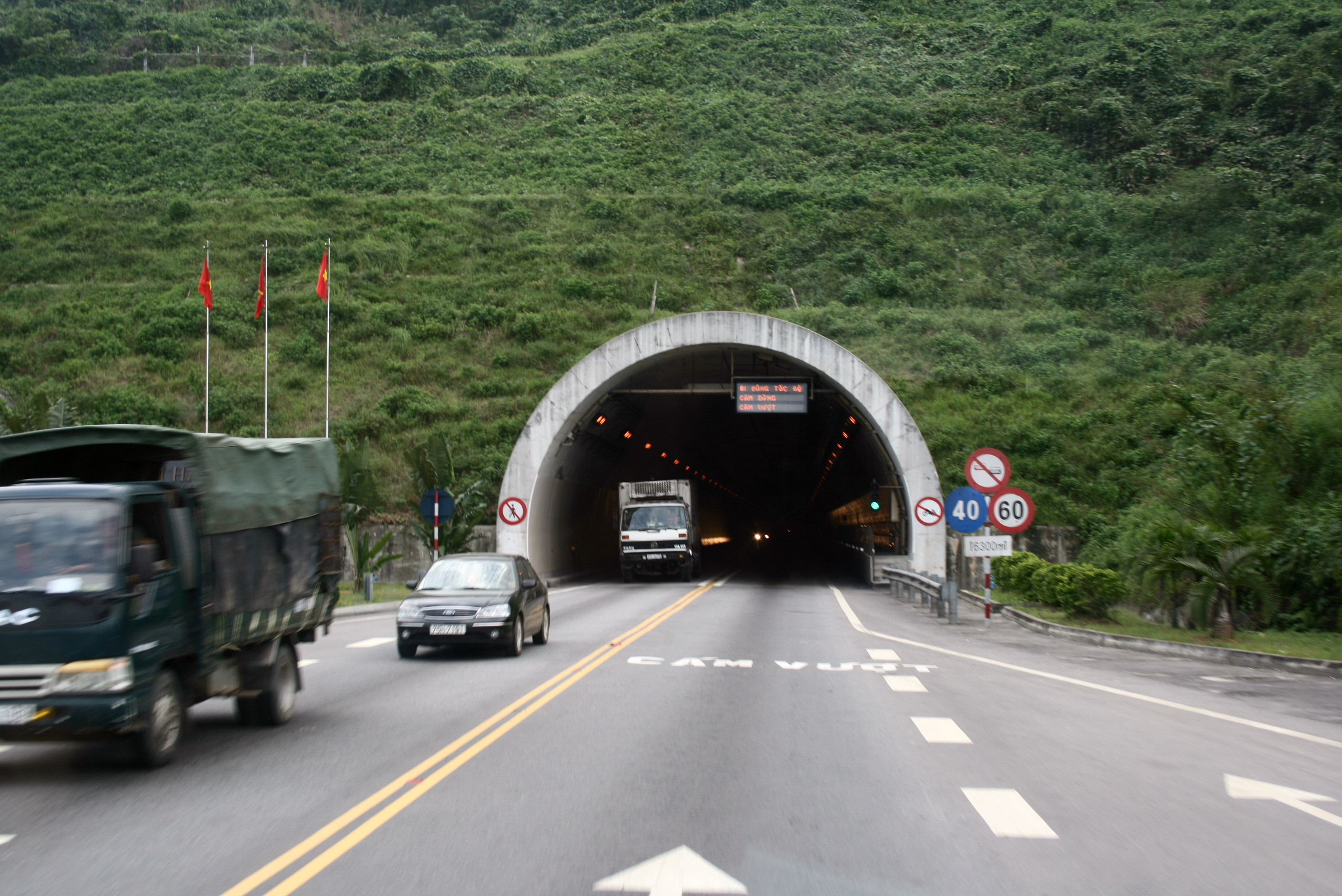
Quốc lộ 1 qua hầm Hải Vân
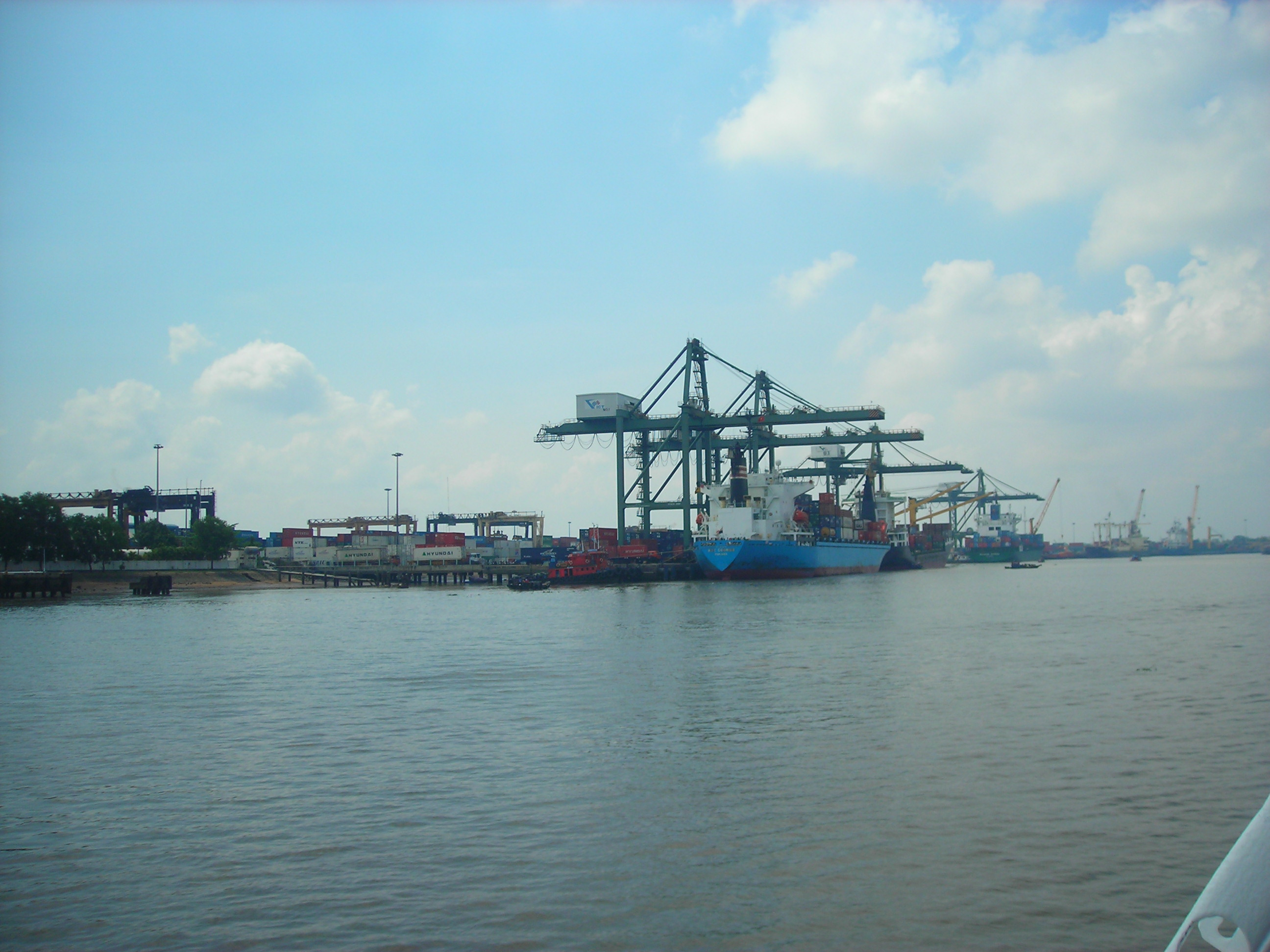
Cảng Sài Gòn
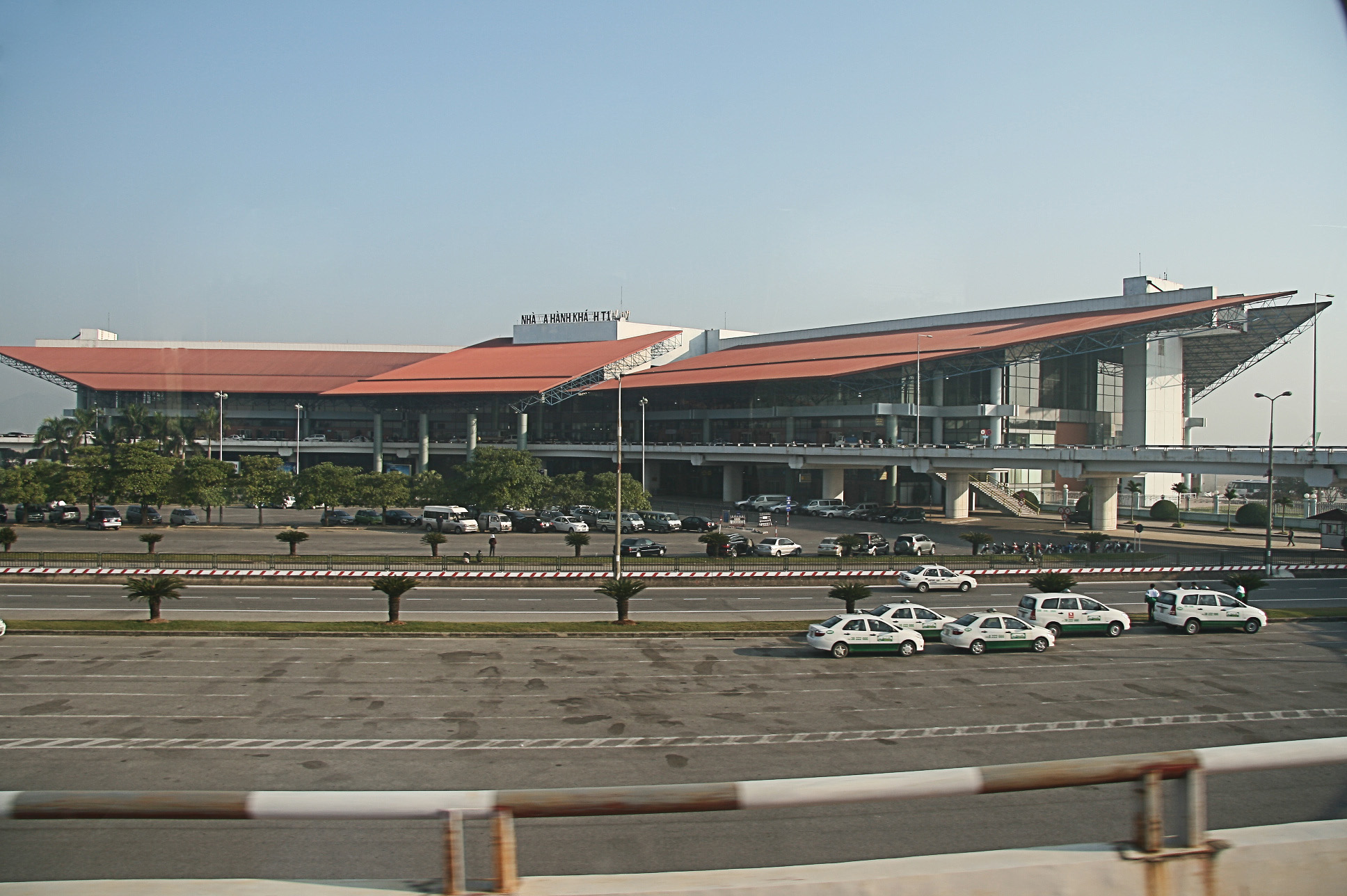
Sân bay quốc tế Nội Bài
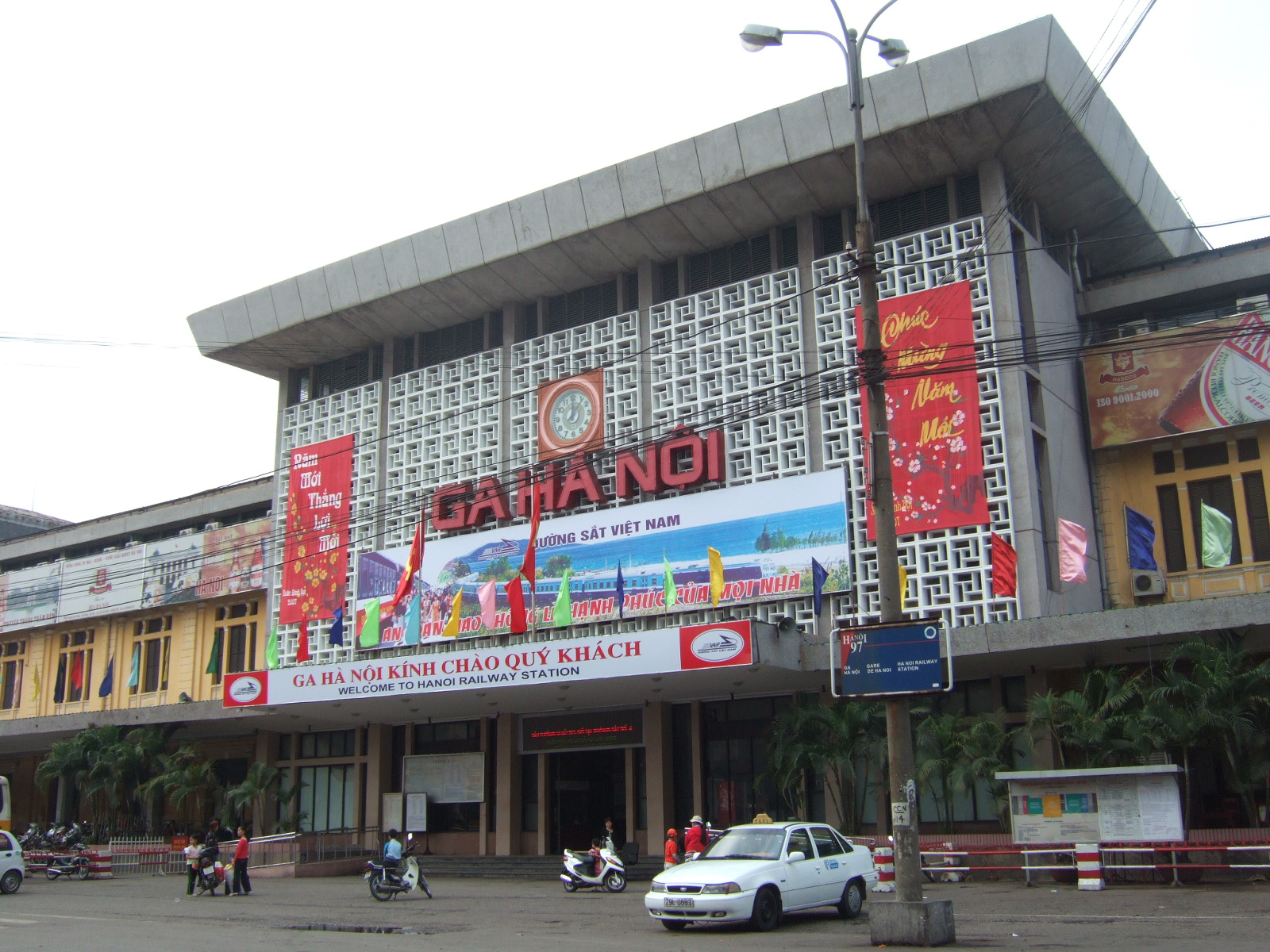
Ga Hà Nội (Tết Nguyên Đán 2007)
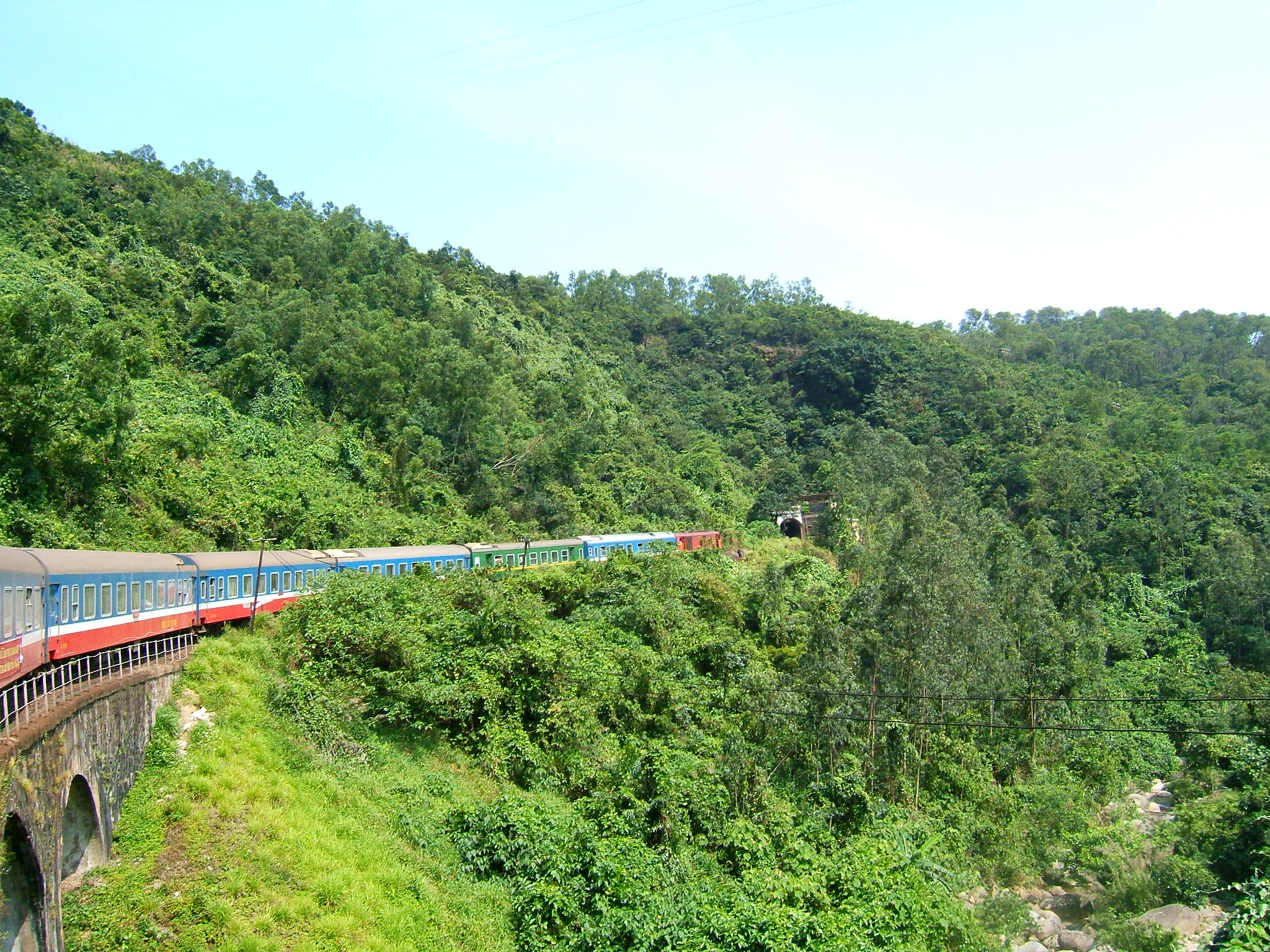
Đường sắt Bắc – Nam qua đèo Hải Vân
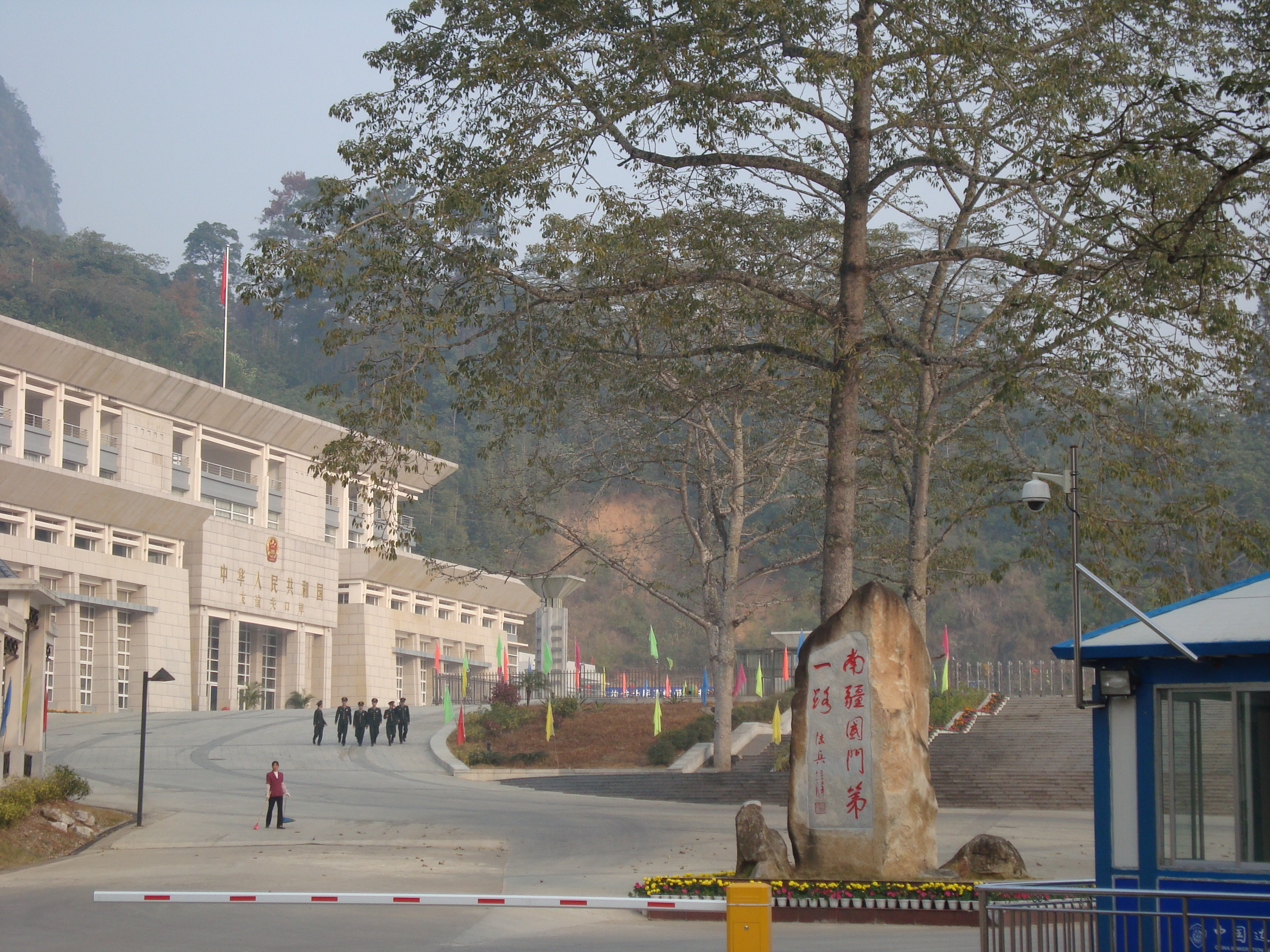
Cửa khẩu Hữu Nghị tại Km 0 Quốc lộ 1
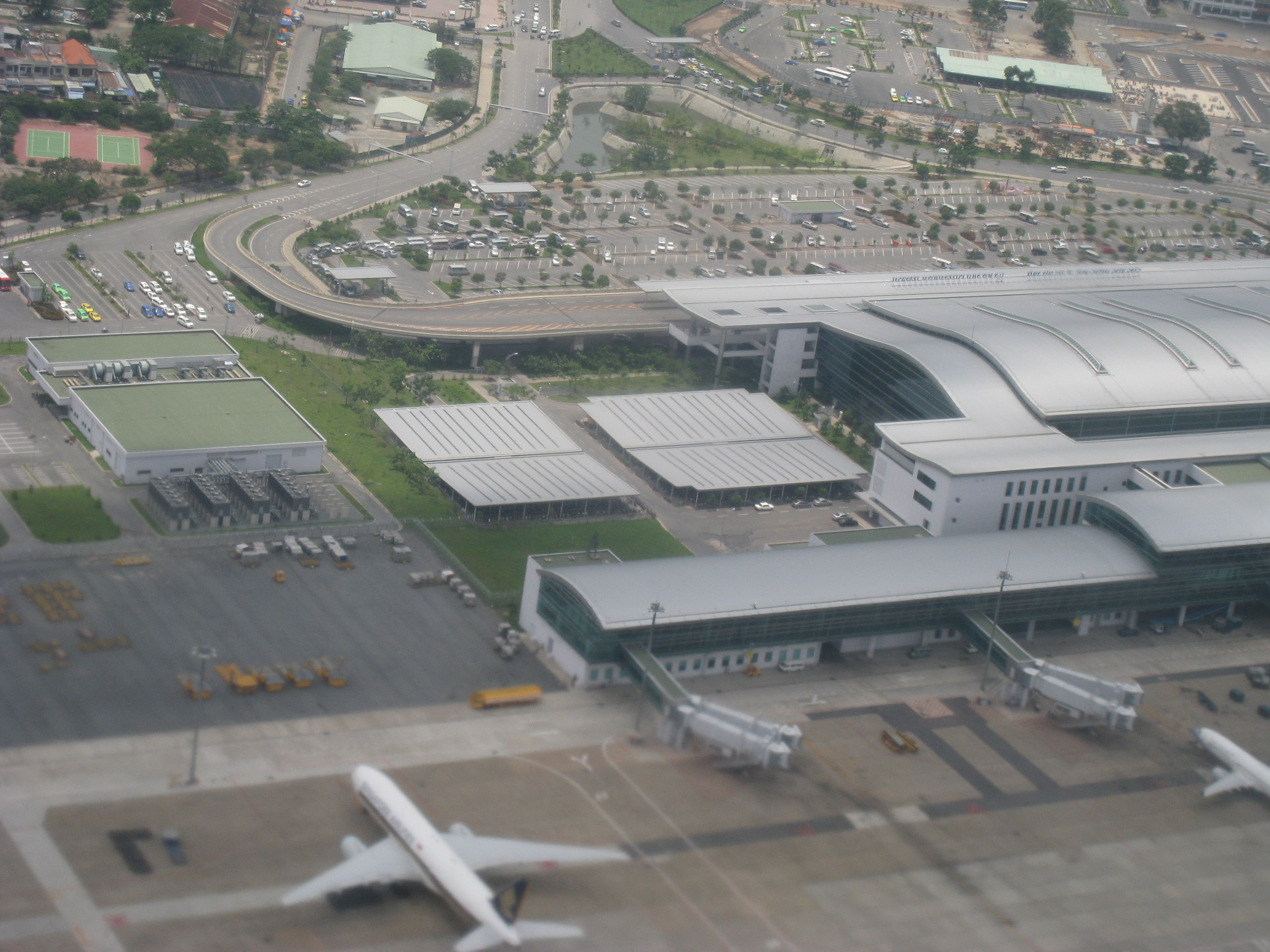
Sân bay quốc tế Tân Sơn Nhất
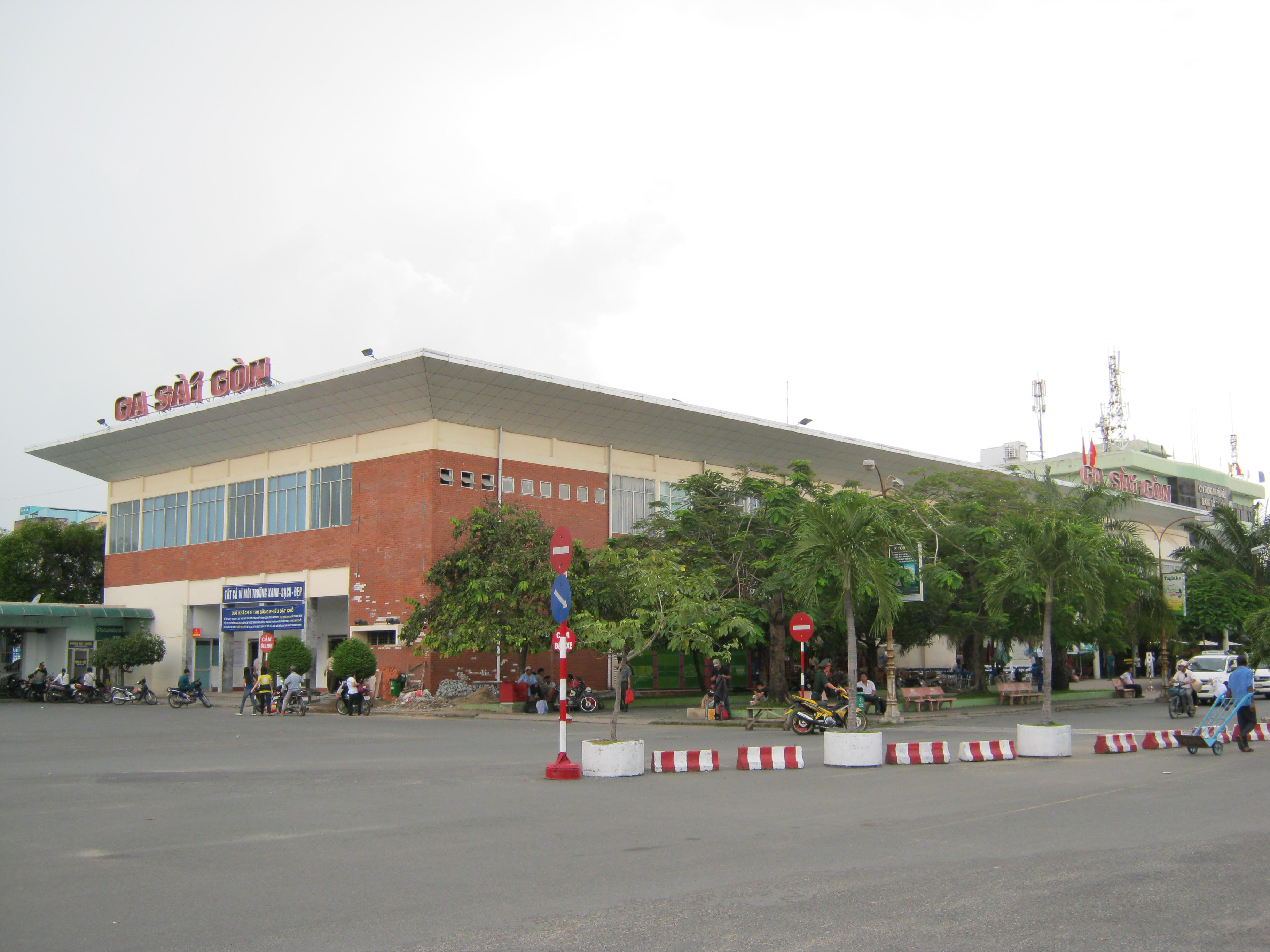
Ga Sài Gòn
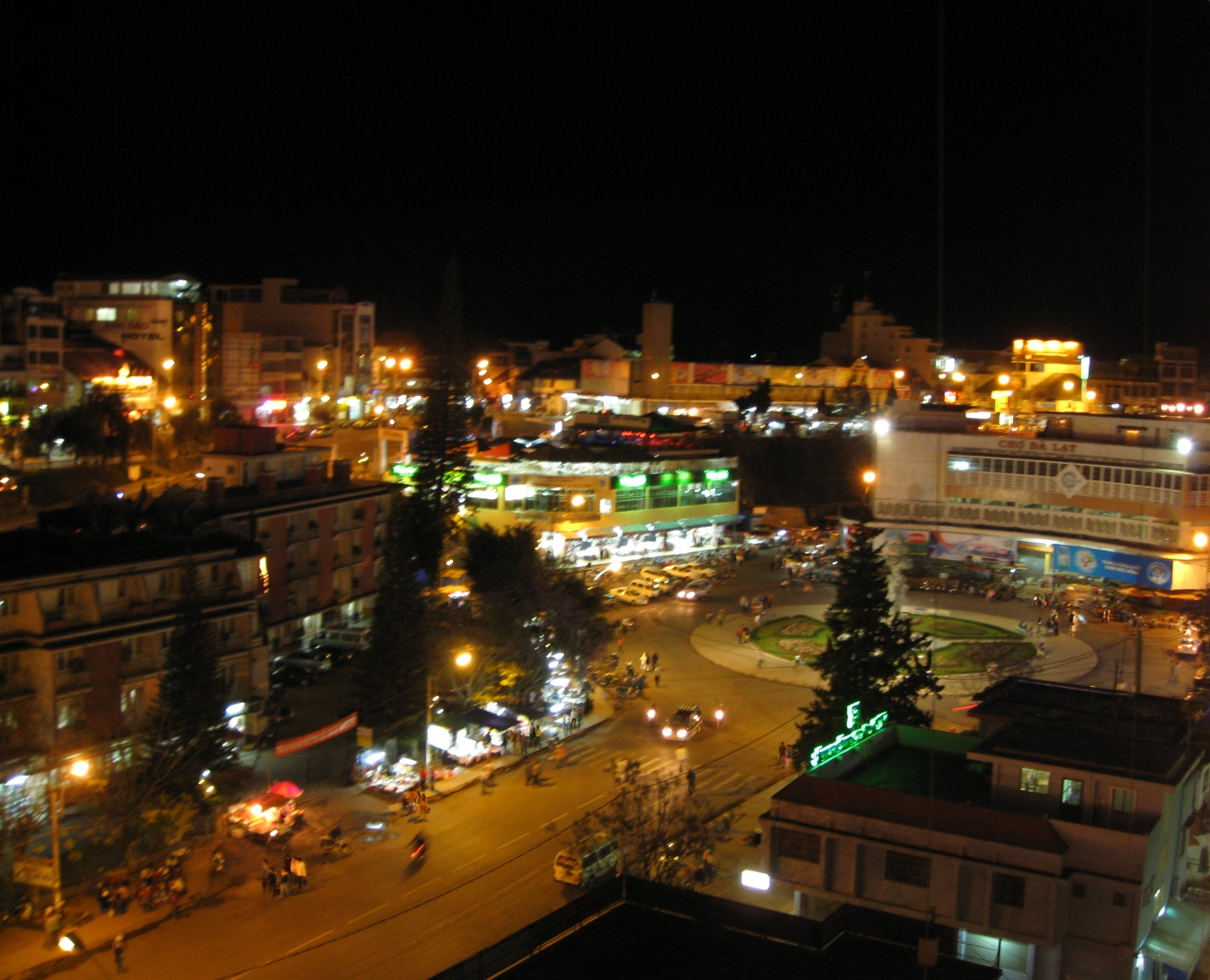
Đường phố Đà Lạt
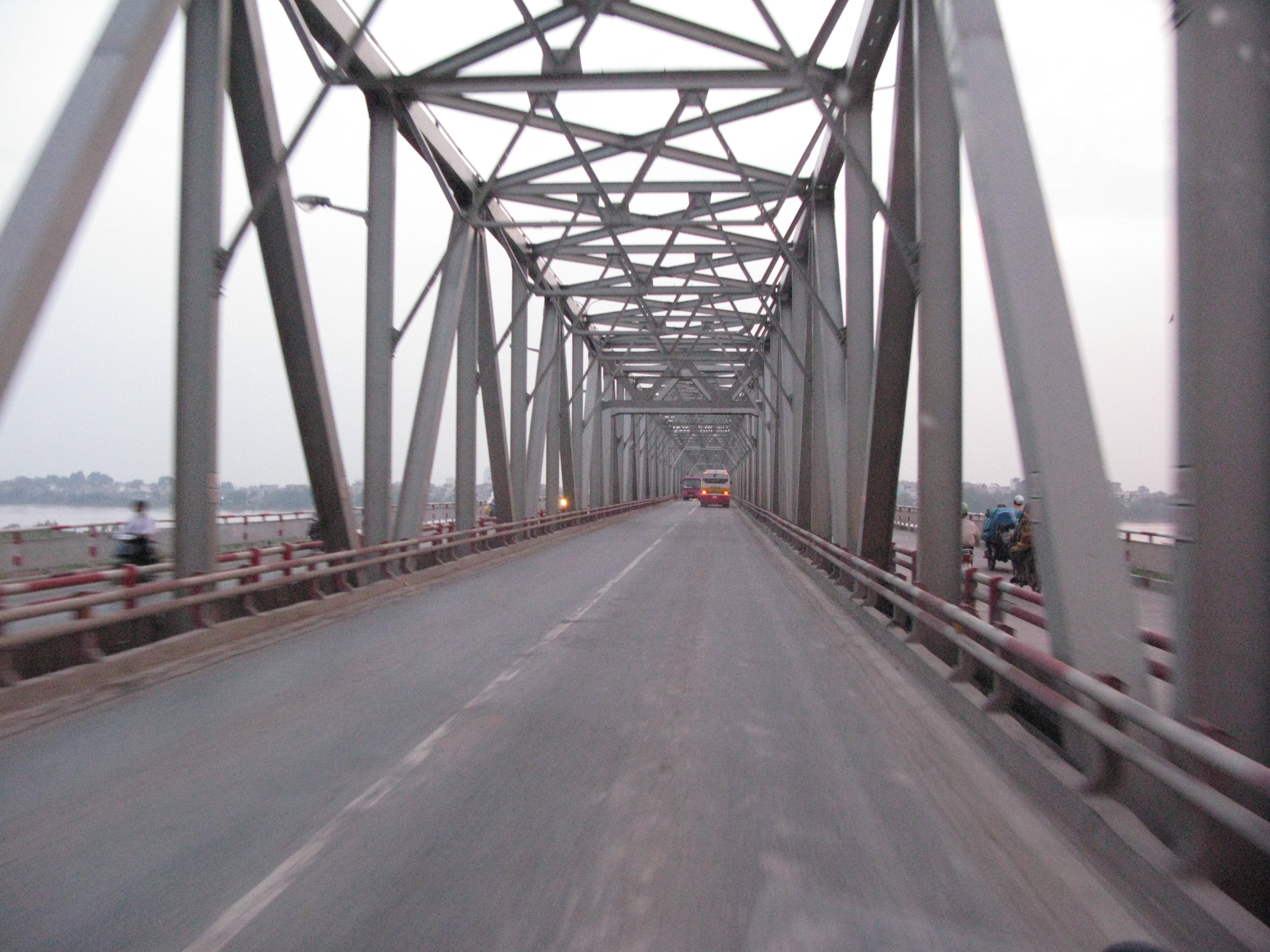
Cầu Chương Dương, Hà Nội
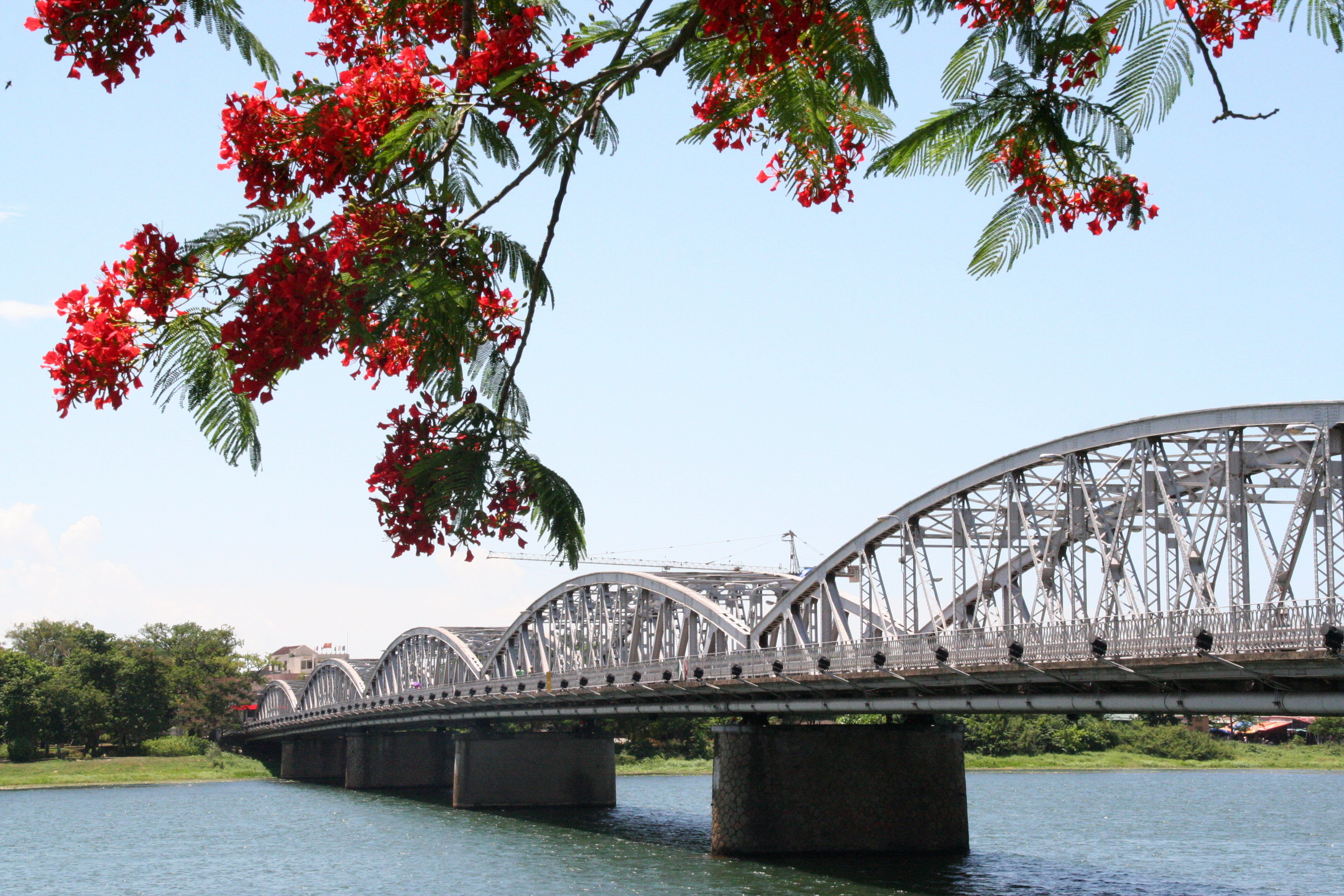
Cầu Tràng Tiền, Huế
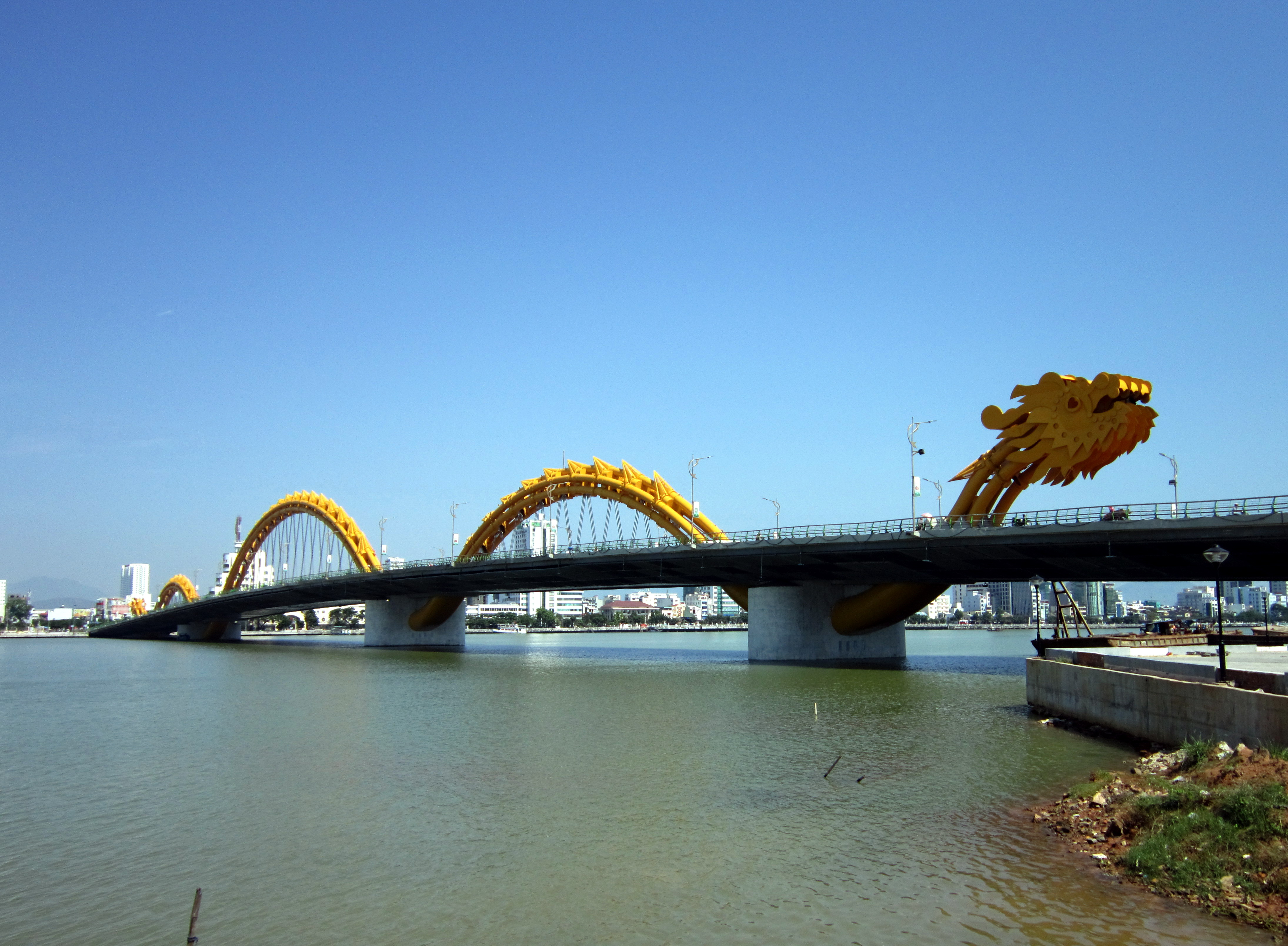
Cầu Rồng, Đà Nẵng

## Một số dữ liệu
| Năm                                             | 2000 | 2001 | 2002 | 2003 | 2004 | 2005 | 2006 | 2007 | 2008 | 2009 | 2010 |
| Đường bộ (tăng giảm % so với năm trước)         | 5,2  | 4,6  | 9,4  | 19,0 | 12,5 | 12,7 | 12,9 | 13,3 | 9,8  | 10,2 | 12,5 |
| Đường sắt (tăng giảm % so với năm trước)        | 17,6 | 7,1  | 7,9  | 10,1 | 7,6  | 4,3  | –5,0 | 7,5  | –2,1 | –9,3 | 8,1  |
| Đường thủy (tăng giảm % so với năm trước)       | 1,8  | 7,3  | 9,8  | –7,4 | 15,3 | 7,9  | –6,4 | –1,2 | 3,0  | 5,4  | 4,1  |
| Đường hàng không (tăng giảm % so với năm trước) | 8,4  | 39,4 | 16,2 | 0,1  | 31,7 | 18,8 | 15,2 | 14,6 | 10,0 | 2,2  | 30,8 |